# Seznam železničních stanic a zastávek v Praze
Tento seznam pražských železničních stanic obsahuje všechny železniční stanice a zastávky na území města Prahy.

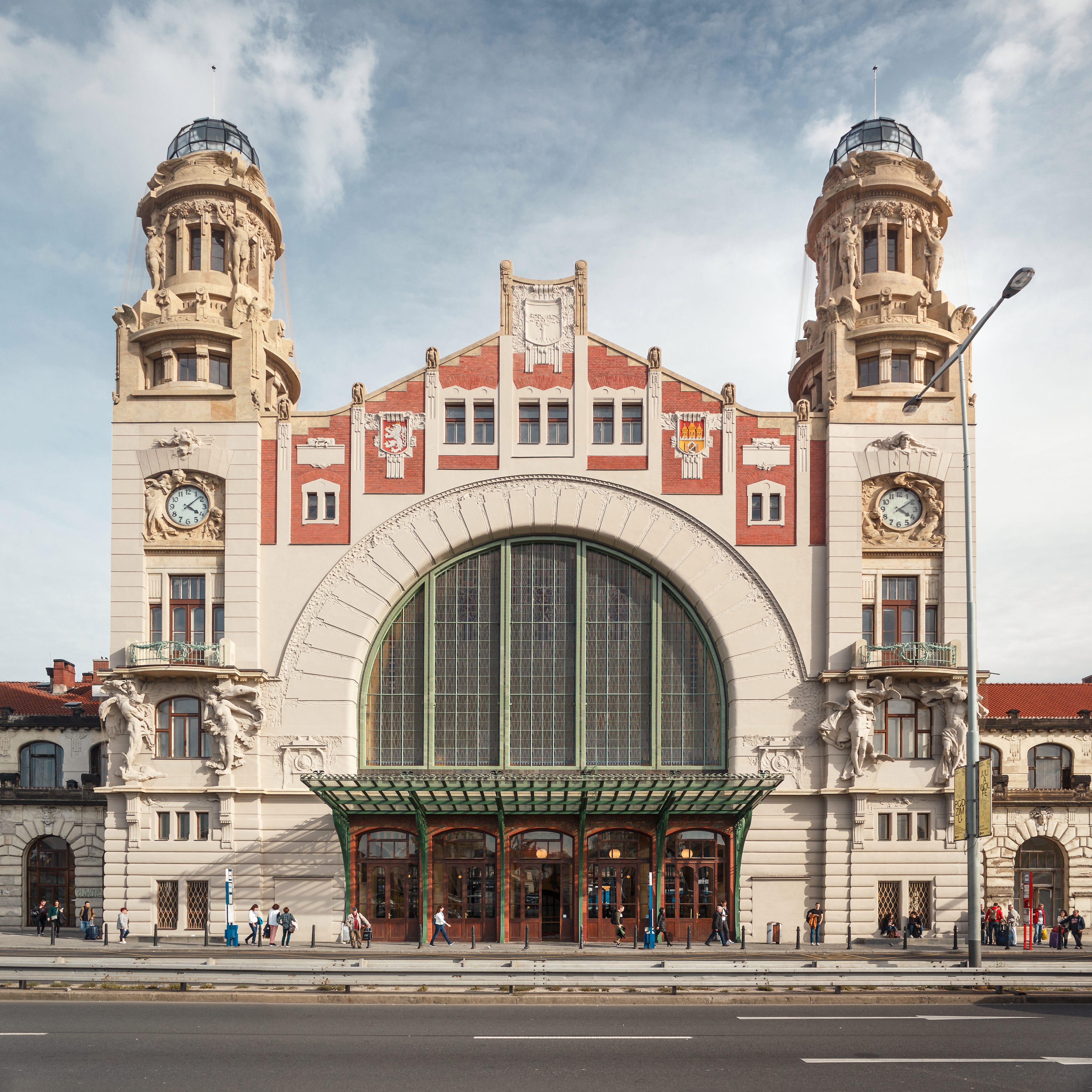
Praha hlavní nádraží – secesní Fantova budova

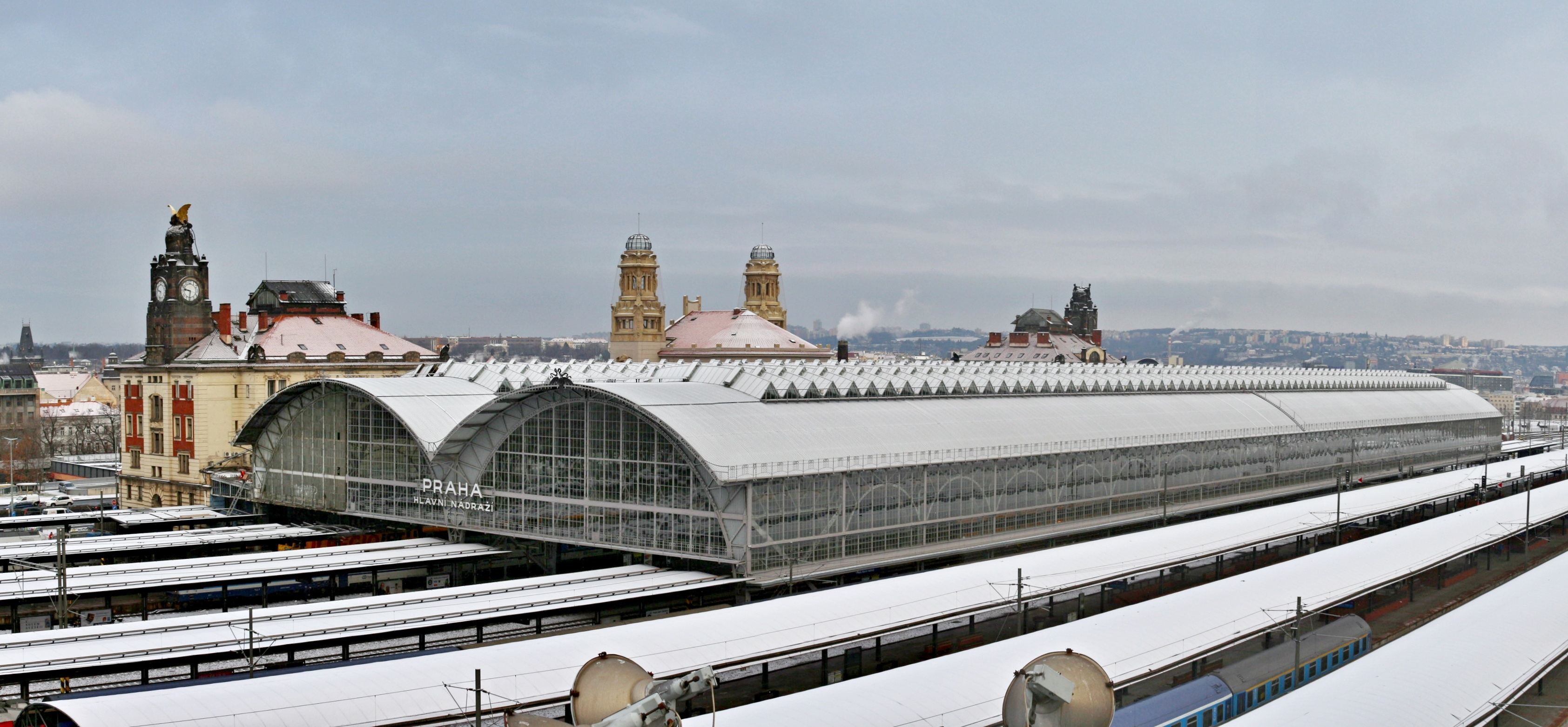
Praha hlavní nádraží

## Významná centrální a přestupní nádraží
- Praha hlavní nádraží (tratě č. 011, 070, 122, 171, 221, 231) (dříve též nádraží Františka Josefa, Praha Wilsonovo nádraží, dnes čestný titul „nádraží presidenta Wilsona“)
- Praha Masarykovo nádraží (tratě č. 011, 091, 120, 231) (dříve Praha státní nádraží, Praha Hybernské nádraží, Praha střed)
- Praha-Holešovice (trať č. 091, též 090, 010, 011) (v druhé polovině roku 2007 pro něj České dráhy použily marketingový název Nádraží Franze Kafky [1][2])
- Praha-Smíchov (trať č. 171, též 170, 173, 122, 011) (dříve též Smíchov, Smíchov státní nádraží, nádraží Západní dráhy, Praha západní nádraží)
- Praha-Vršovice (trať č. 221, též 210, 011, 070)
- Praha-Libeň (trať č. 011, též 231) (dříve Libeň, Libeň státní nádraží, Libeň horní nádraží, Praha-Libeň horní nádraží), seřaďovací nádraží zmodernizováno roku 1978.
- Praha-Vysočany (trať č. 070, 231)

## Stanice a zastávky podle tratí
Stanice a zastávky jsou uváděny ve směru z centra.

### Trať č. 011 (směr Kolín)
Nové spojení, dříve též Pražská spojovací dráha
- Praha hlavní nádraží

Železniční trať Praha – Česká Třebová, dříve Severní státní dráha, později Rakouská společnost státní dráhy
- Praha Masarykovo nádraží
- Praha-Libeň, též seřaďovací nádraží
- Praha-Kyje
- Praha-Dolní Počernice (ROPID plánuje rozšířit zastávku i na trať do Malešic[3])
- Praha-Běchovice
- Praha-Běchovice střed
- Praha-Klánovice

Zrušené:
- Praha-Hrabovka mezi horním libeňským nádražím a hlavním nebo Masarykovým nádražím před rozvětvením tratí (1922–1941; 1872–1919 konečná Pražské spojovací dráhy)[4][5]
- Praha-Karlín zastávka, od 1. května 1899 v provozu pod názvem Karlín (Karolinenthal), od 4. května 1942 Praha-Karlín, zrušena roku 1957, v místech dnešního libeňského zhlaví Masarykova nádraží.[6][7][8]
- Praha-Hloubětín (1882–1976)[9][10]
- Vítkov - výhybna mezi hlavním nádražím a Libní, zrušena 2008 (po zprovoznění Nového spojení)[11]

### Trať č. 070 (směr Turnov)
Železniční trať Praha–Turnov, bývalá Turnovsko-kralupsko-pražská dráha, později Česká severní dráha
- Praha-Vršovice
- Praha hlavní nádraží
- Balabenka
- Praha-Vysočany
- Praha-Rajská zahrada
- Skály, výhybna, v letech 1943-2022 odbočkaMasarykovo nádraží

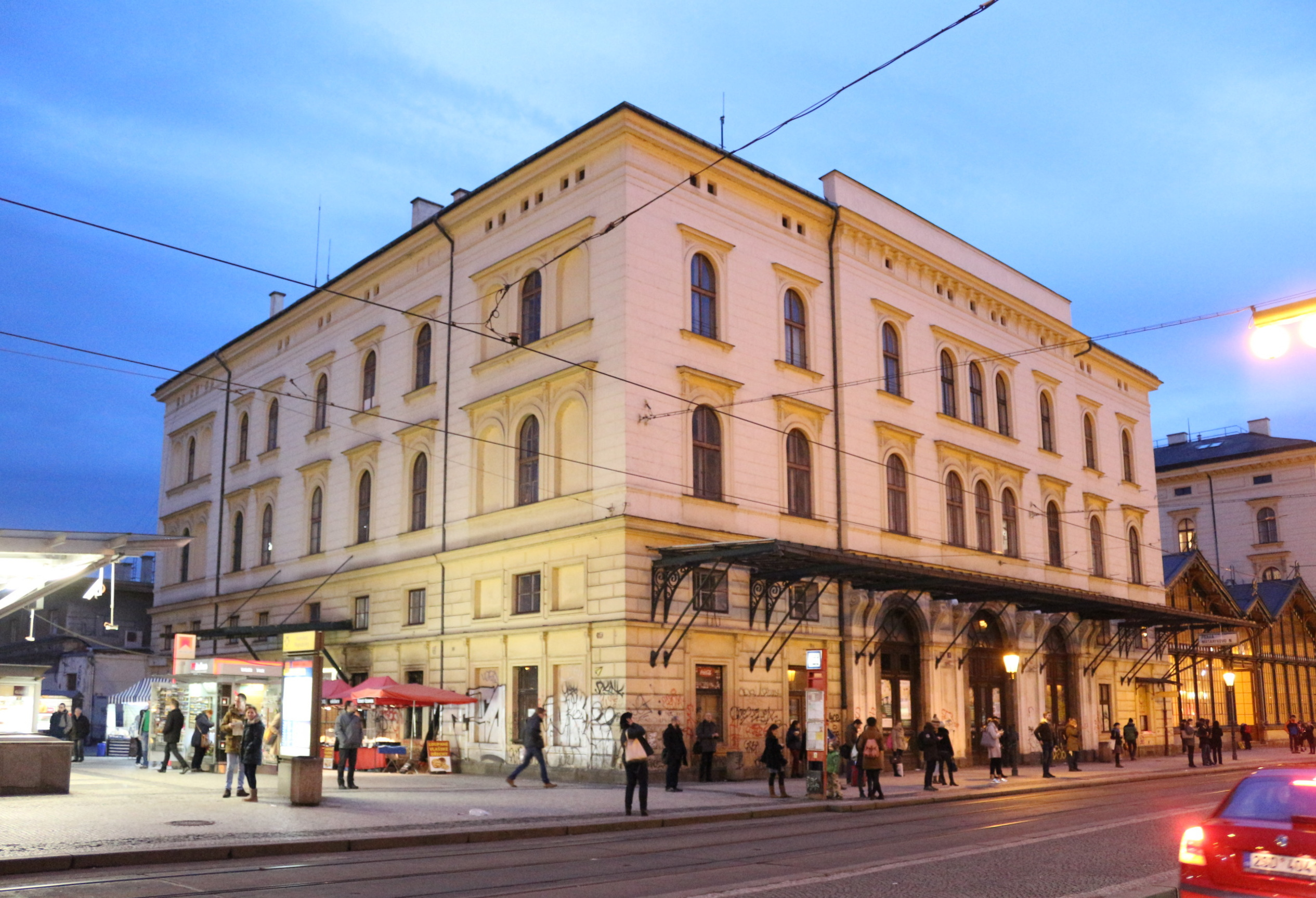
Masarykovo nádraží

- Praha-Satalice, též cílová stanice nákladních vlaků
- Praha-Kbely
- Praha-Čakovice, též cílová stanice nákladních vlaků

Zrušené:
- Vítkov - výhybna mezi hlavním nádražím a Libní, zrušena 2008 (po zprovoznění Nového spojení)[11]
- Rokytka - odbočka mezi Vítkovem a Vysočany v letech 1980-2008, zrušena nebyla, ale napojení na Vysočany je od roku 2008 zahrnuto do nové odbočky Balabenka

### Trať č. 090 (směr Kralupy nad Vltavou)
Železniční trať Praha–Děčín, bývalá Severní státní dráha, později Rakouská společnost státní dráhy
- Praha Masarykovo nádraží
- Praha-Bubny

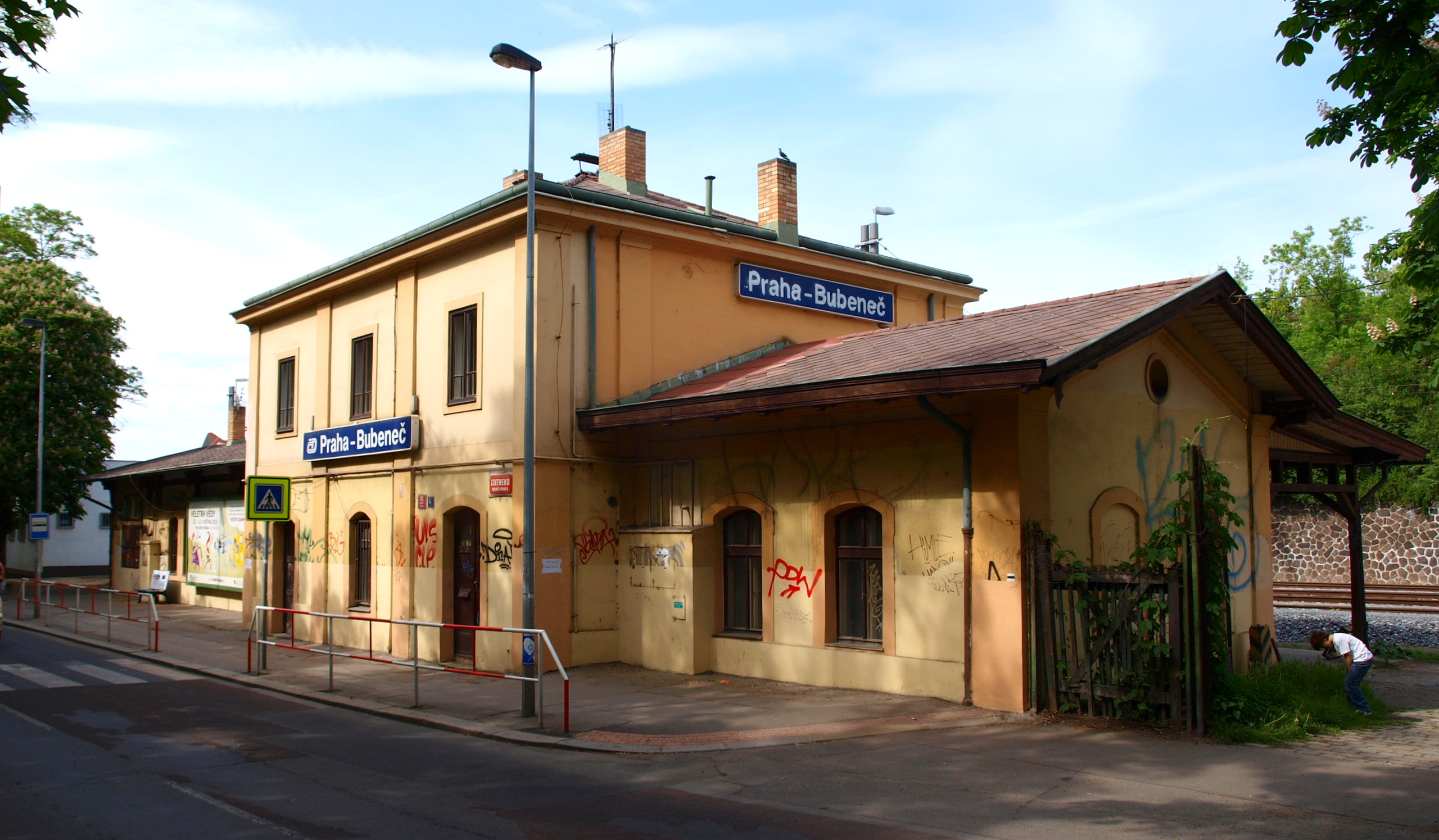
Nádraží Praha-Bubeneč

- Praha-Holešovice (pro vlaky z hlavního nádraží a jiných směrů)
- Praha-Bubeneč změněna na výhybnu 29. 8. 2014, zároveň s otevřením zastávky v Podbabě[12]
- Praha-Podbaba (otevřena 29. 8. 2014)[12]
- Praha-Sedlec

Zrušené:
- Praha-Holešovice zastávka, zrušena při modernizaci tratě v roce 2025 a nahrazena stanicí Praha-Bubny
- Praha-Stromovka, příležitostná zastávka v provozu v letech 1891, 1895 a 1898 mezi stanicemi Bubny a Bubeneč.[10][13]
- Praha-Podbaba (u vyústění Šáreckého údolí na dnešní trati č. 090)[10][14]

### Trať č. 120 (směr Hostivice, Kladno)

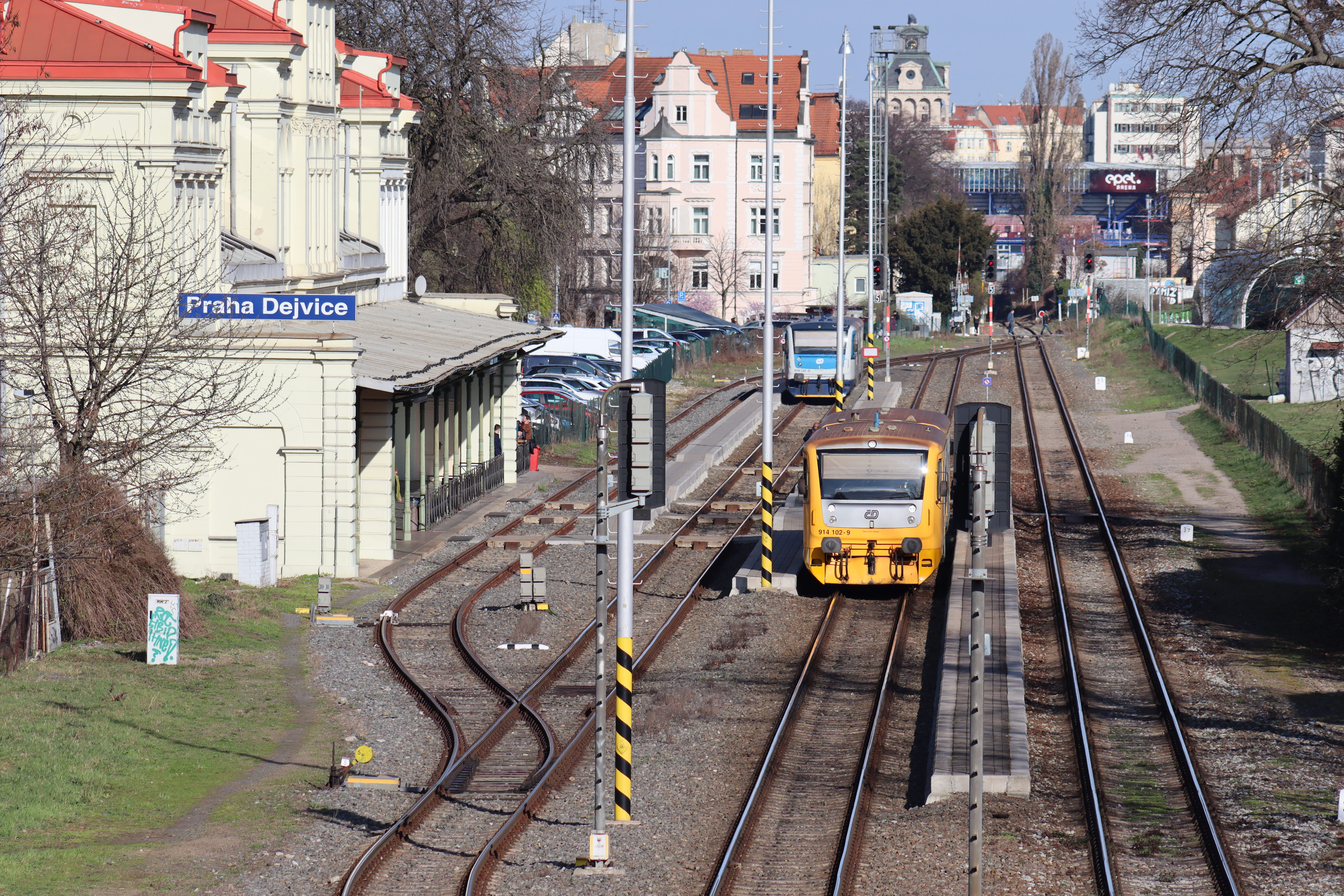
stanice Praha-Dejvice

Železniční trať Praha–Rakovník, bývalá Buštěhradská dráha
- Praha Masarykovo nádraží
- Praha-Bubny
- Praha-Výstaviště
- Praha-Dejvice
- Praha-Veleslavín
- Praha-Ruzyně

Zrušené:
- Praha-Liboc (1863–1985[10][15]; ROPID uvažuje o obnovení zastávky[3])
- Praha-Bubny Vltavská, během rekonstrukce Negrelliho viaduktu v letech 2017–2020 dočasná konečná stanice[16]

### Trať č. 122 (směr Hostivice, Rudná u Prahy)
Pražský Semmering, odbočka Buštěhradské dráhy
- Praha-Smíchov
- Praha-Žvahov (od r. 1989)
- Praha-Waltrovka (do r. 2018 byl název Praha-Jinonice)
- Praha-Jinonice
- Praha-Cibulka (zřízena 1929 s názvem Cibulka kolonie)
- Praha-Stodůlky (od r. 1989)
- Praha-Zličín (opakované změny názvu, starší názvy: Řepy, Řepy-Zličín, Praha-Řepy)

Zrušené:
- Praha-Smíchov Na Knížecí (2010–2016)
- Praha-Smíchov severní nástupiště dříve Praha (Smíchov) Společné nádraží, společné pro tratě České západní dráhy, Buštěhradské dráhy a Pražsko-duchcovské dráhy (1872–2023)

- Praha-Hlubočepy (1928–1989, v roce 2007 byla vydána změna územního plánu na obnovení zastávky[17])
- Praha-Konvářka (1928–1989)[18][19]
- Praha-Stodůlky pův. zastávka (pův. název Cibulka, 1872–1877, obnovena 1928, roku 1938 přejmenována na Stodůlky, přesunuta v r. 1989)

### Trať č. 171 (směr Beroun)
Železniční trať Praha – Plzeň, bývalá Česká západní dráha (a část Pražské spojovací dráhy)
- Praha hlavní nádraží
- Praha-Vyšehrad (u tramvajové zastávky Albertov), výhybna
- Praha-Smíchov, původně též nákladové nádraží
- Praha-Velká Chuchle (zastávka přesunuta blíže k zástavbě)
- Praha-Radotín, též cílová stanice nákladních vlaků

Zrušené:
- Praha-Královské Vinohrady, zřízena 1. října 1888 současně se zahájením osobní dopravy na Pražské spojovací dráze, zrušena byla s otevřením druhého vinohradského tunelu 1. listopadu 1944.[20][21] Společná pro pražskou spojovací dráhu a dráhu císaře Františka Josefa
- Chuchle, v původním umístění v Malé Chuchli, později přemístěno do Velké Chuchle a následně přejmenováno

### Trať č. 173 (směr Rudná u Prahy, Beroun)
Železniční trať Praha – Rudná u Prahy – Beroun, bývalá Pražsko-duchcovská dráha (PDE)
- Praha-Smíchov
- Praha-Hlubočepy, zastávka zprovozněna v roce 2015 jako náhrada za staré Nádraží Hlubočepy.[22]
- Prokopské údolí (výhybna)
- Praha-Holyně
- Praha-Řeporyje

Zrušené:
- Praha-Klukovice (1933–1942)[10][23]
- Praha-Hlubočepy (1873-2015), původní nádraží bylo v roce 2015 uzavřeno a nahrazeno novou zastávkou stejného jména, která leží uprostřed zástavby poblíž autobusové zastávky. Bývalé nádraží nyní slouží jako výhybna.[22]

### Trať č. 210 (směr Vrané nad Vltavou)
Tzv. Posázavský pacifik
- Praha-Vršovice
- Praha-Vršovice depo (neveřejná zastávka, od roku 2002 [24])
- Praha-Kačerov
- Praha-Krč
- Praha-Braník
- Praha-Modřany zastávka
- Praha-Modřany (pouze nákladní)
- Praha-Komořany
- Praha-Zbraslav

Zrušené:
- Praha-Michle (1900–1960, nová budova 1931,[25] zastávka nedaleko dnešní neveřejné zastávky Praha-Vršovice depo)[24][26][27][28]
- Praha-Spořilov (1882–1960,[10][29] u Kačerova v původním umístění dnešní tratě č. 210; ROPID uvažuje o obnovení zastávky[3])

#### Vlečka Braník – Podolí
Vlečka z nádraží Braník k podolské cementárně existovala v letech 1899–1945, osobní dopravě sloužila v letech 1919–1922
- Praha-Braník přístav[10][31]
- Praha-Podolí cementárna[10][32]

### Trať č. 221 (směr Benešov u Prahy)
Železniční trať Praha – České Budějovice, bývalá Dráha císaře Františka Josefa
- Praha hlavní nádraží
- Praha-Vršovice
- Praha-Eden
- Praha-Zahradní Město
- Praha-Hostivař
- Praha-Horní Měcholupy
- Praha-Uhříněves, též největší kontejnerový terminál ve střední a východní Evropě[zdroj?], provozuje firma Metrans
- Praha-Kolovraty

Zrušené:
- Praha-Strašnice zastávka (1906–2020 – nahrazena zastávkou Praha-Eden)

### Trať č. 231 (směr Lysá nad Labem)
Železniční trať Praha – Lysá nad Labem – Kolín, bývalá Rakouská severozápadní dráha (směr Nymburk)
- Praha Masarykovo nádraží
- Praha hlavní nádraží
- Balabenka
- Praha-Vysočany
- Praha-Rajská zahrada[33][34]
- Praha-Horní Počernice

Zrušené:

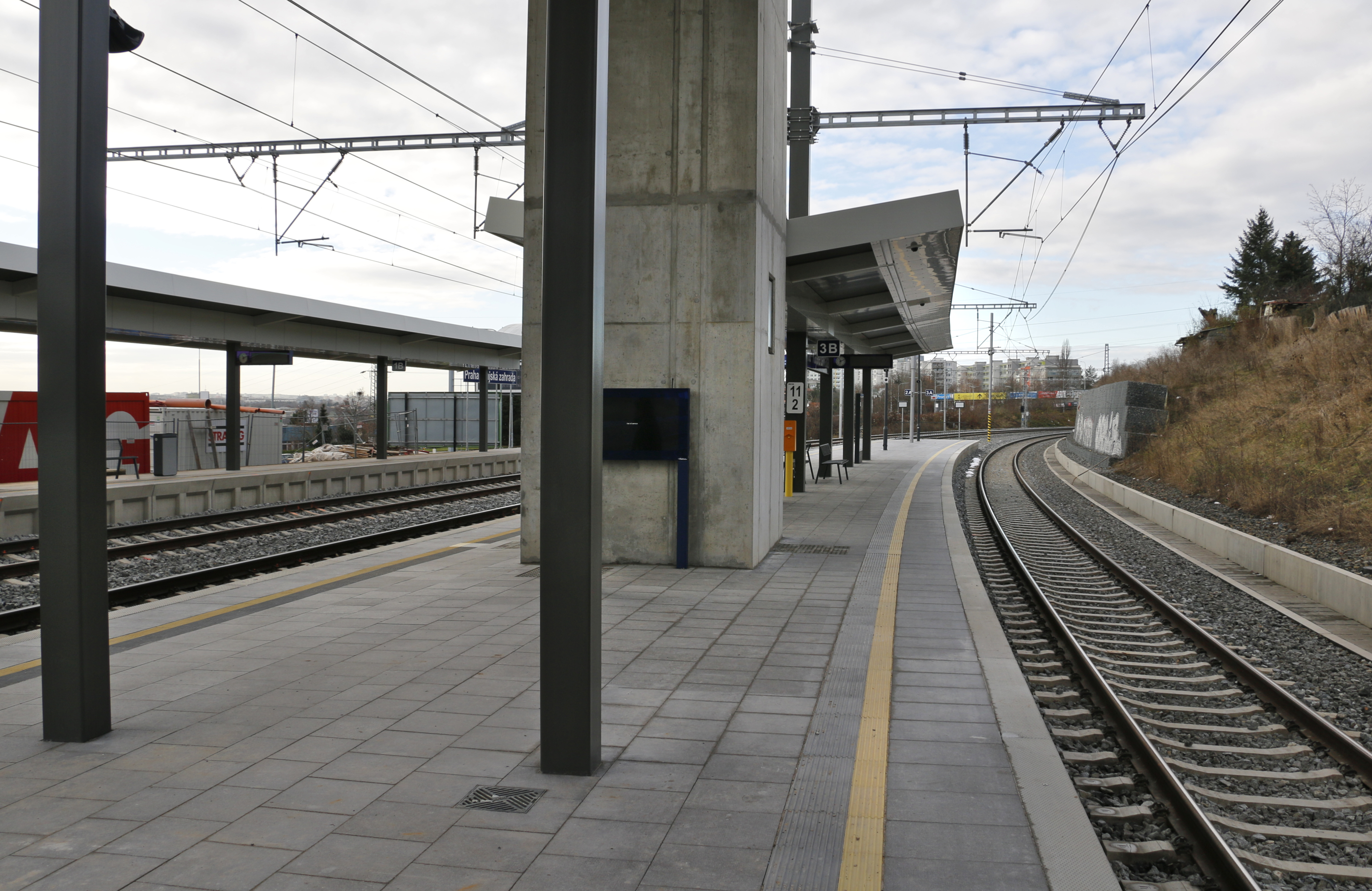
Nejnovějsí pražská zastávka – Praha-Rajská zahrada

- Vítkov - výhybna mezi hlavním nádražím a Libní, zrušena 2008 (po zprovoznění Nového spojení)[11]
- Rokytka - odbočka mezi Vítkovem a Vysočany v letech 1980-2008, zrušena nebyla, ale napojení na Vysočany je od roku 2008 zahrnuto do nové odbočky Balabenka

Zrušený úsek:
- Praha-Těšnov (Denisovo nádraží) (v oblasti Florence, trať zrušena)
- Praha-Libeň dolní nádraží (v oblasti Palmovky, trať zrušena)
- Rohanský ostrov prozatímní nádraží (trať zrušena)
- Praha-Karlín přístav (trať zrušena)

## Jiné dopravny bez osobní dopravy
(Seznam nemusí být kompletní.)

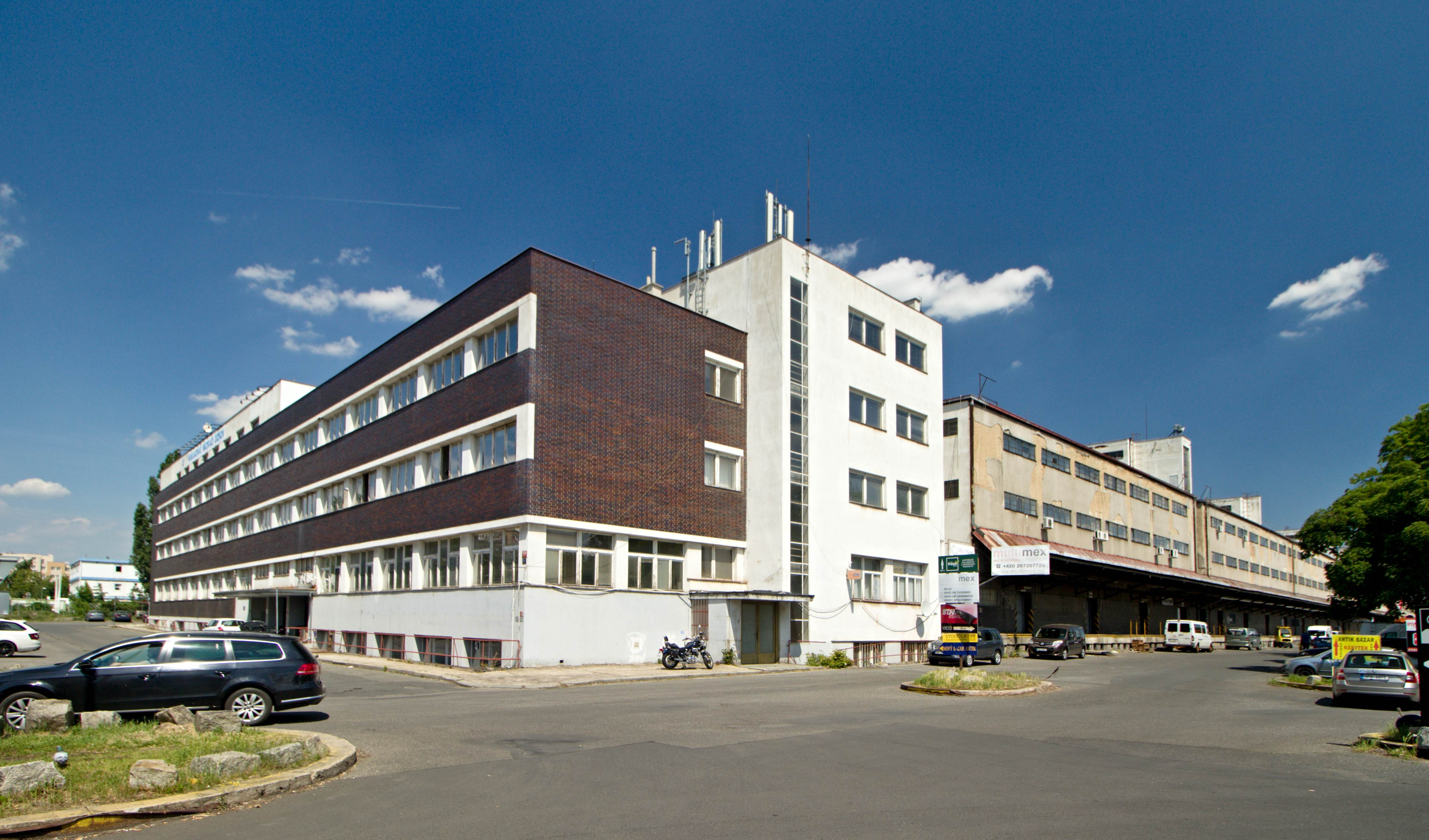
Žižkovské Nákladové nádraží

- Nákladové nádraží Praha-Žižkov (1936–2015)
- Seřaďovací nádraží Praha-Strašnice (spádoviště až od Zahradního Města, jakožto seřaďovací nádraží Praha-Vršovice v provozu od 18. června 1919 do začátku 90. let 20. století)
- Praha-Vršovice čekací koleje – není stanicí, jen dopravnou
- Praha-Malešice – nákladní železniční stanice, po druhé světové válce do 60. let sloužila i osobní dopravě
- Praha-Holešovice Vltava – nákladní železniční stanice v holešovickém přístavu
- Odstavné nádraží Praha-jih (u Michle a Spořilova, není stanicí)
- Praha-východ (Východní nádraží, předávací nádraží) – nákladová dopravna pro vlečky u rozhraní Libně a Vysočan, dnes nefunkční
- Tunel – odbočka na trati mezi stanicemi Praha-Krč a Praha-Radotín

## Do budoucna zamýšlené zastávky a stanice

### Ve výhledu
- Praha-Výtoň (nad zastávkou MHD Výtoň)[35][36][3]
- Praha-Hlubočepy zastávka (mezi stanicemi Praha-Smíchov a Praha-Žvahov)[17]
- Praha-Konvářka (mezi stanicemi Praha-Žvahov a Praha-Jinonice)[37]
- Praha-Radotín sídliště (mezi stanicemi Praha-Radotín a Černošice)[36][3]
- Praha-Depo Hostivař u stejnojmenné stanice metra[36] (těsně na jih od nádraží Praha-Malešice)
- Praha-Jahodnice (mezi stanicemi Praha-Depo Hostivař a Praha-Dolní Počernice)[38][3]
- Praha-Karlín (na trati z Masarykova nádraží do Libně nebo Vysočan)[36]
- Praha-Třeboradice (mezi stanicemi Praha-Čakovice a Hovorčovice)[36][3]
- Kbely-Mladoboleslavská a Kbely-Jilemnická
- Praha-Rokytka (U Kříže) (mezi stanicemi Praha-Libeň a Praha-Holešovice)[39][3]
- Praha-Dlouhá míle (na nové odbočce k letišti)[3]
- Praha letiště (na uvažovaném zakončení nové traťové větve)[3]
- Praha-Spořilov[3]
- Praha-Ve Studeném[3]
- Praha-Čakovice sídliště (zámecký park) (na vlečce do cukrovaru Čakovice)[40]

## Fotogalerie

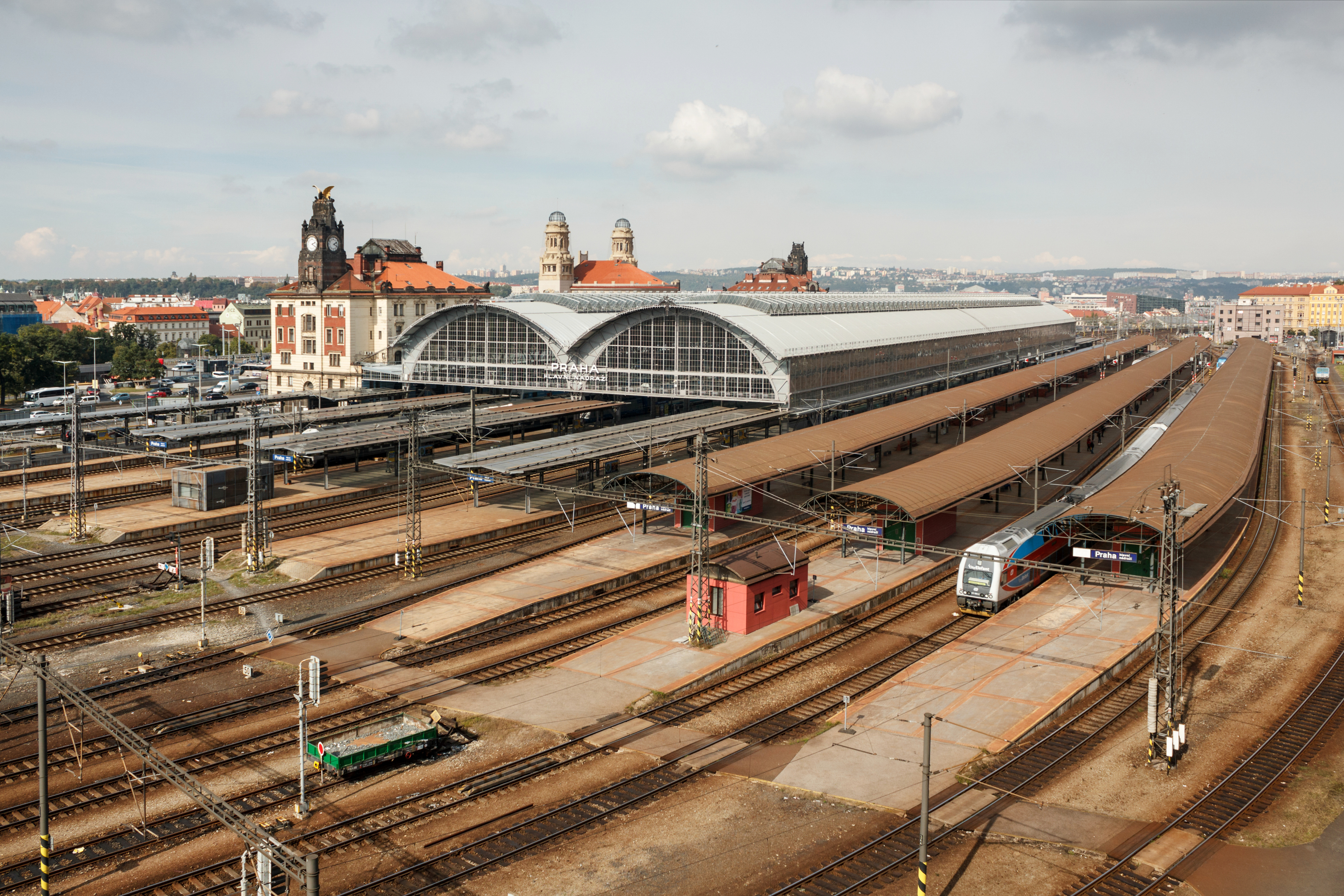
Praha hlavní nádraží
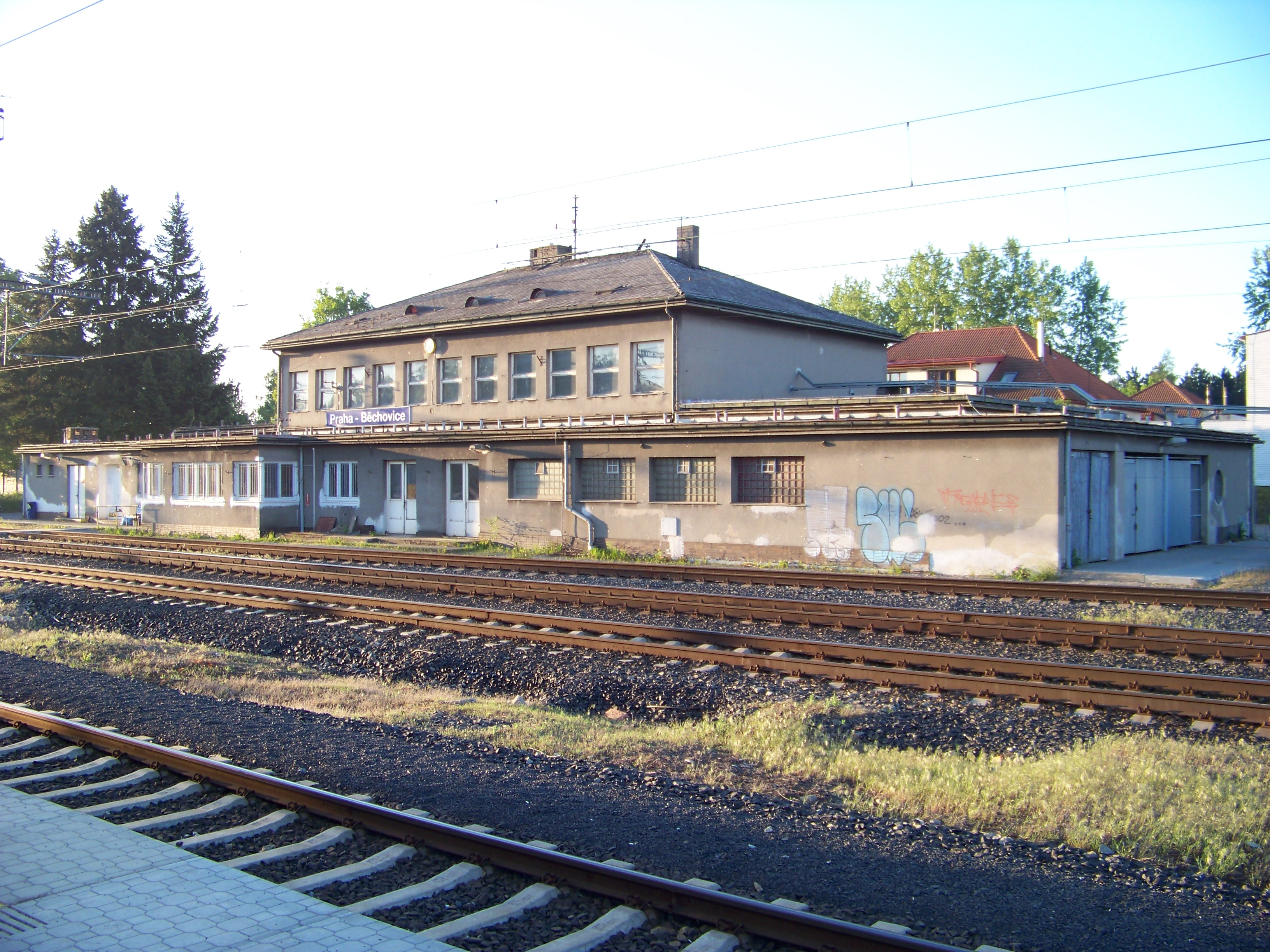
Praha-Běchovice
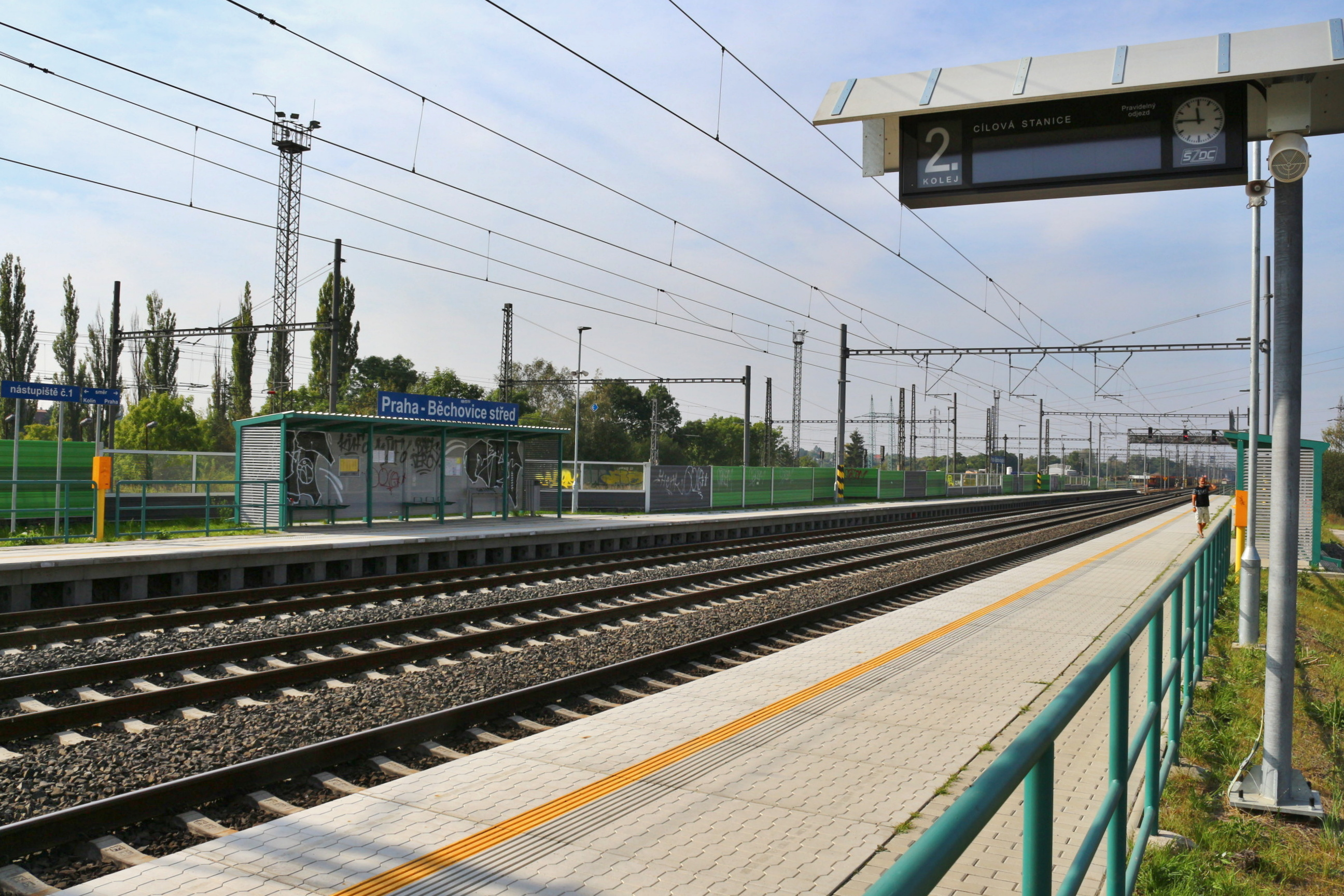
Praha-Běchovice střed
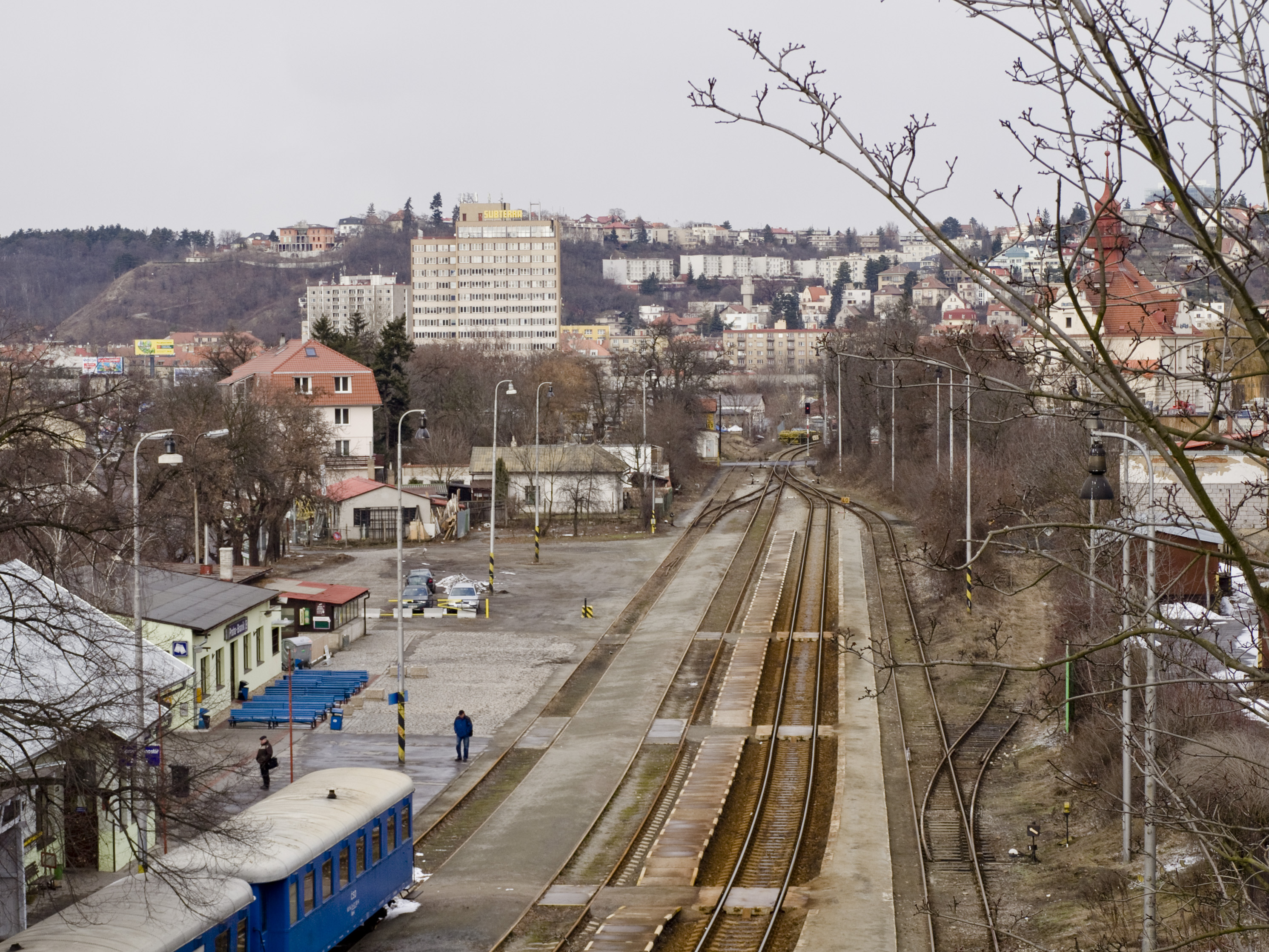
Praha-Braník
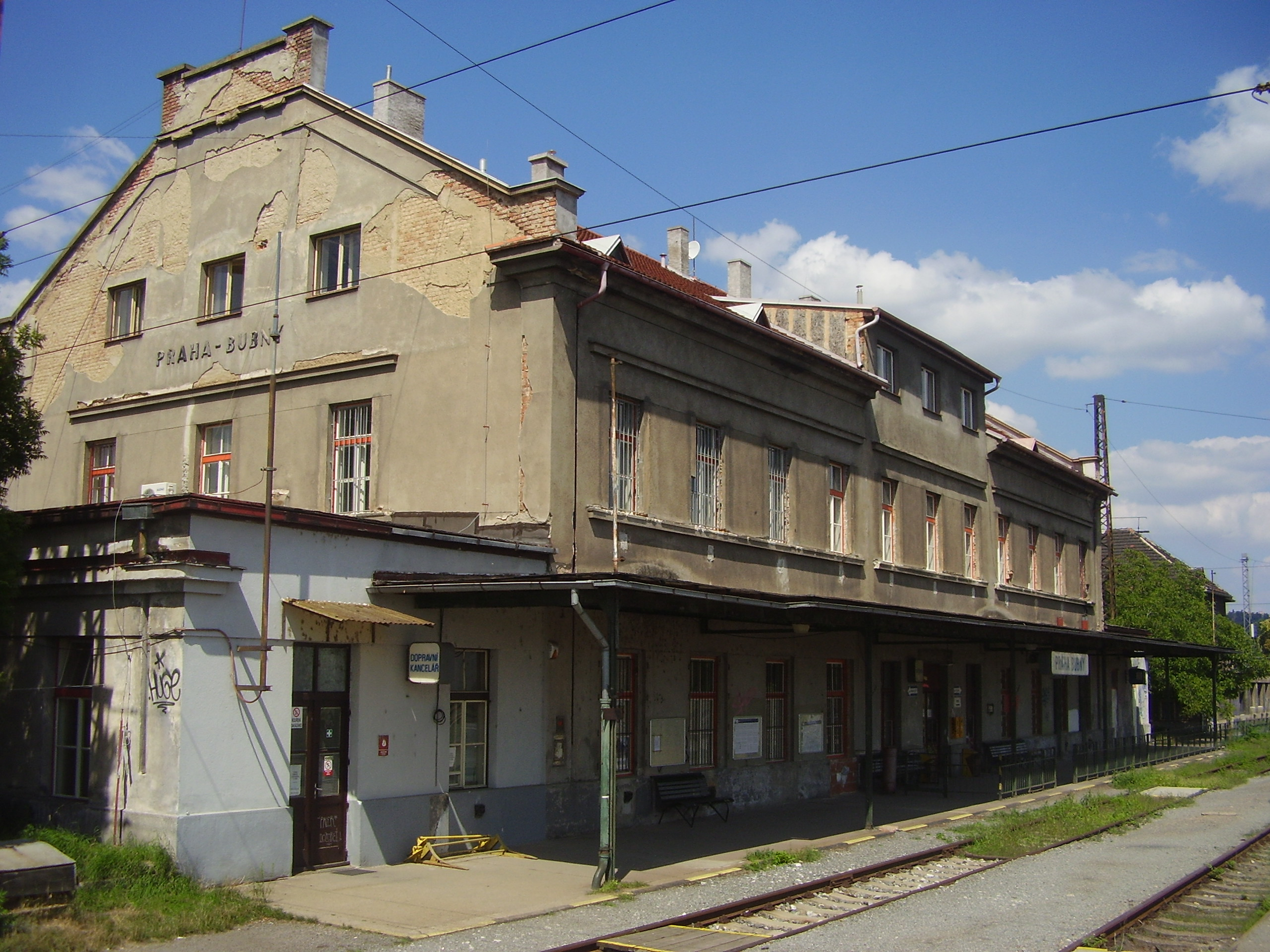
Praha-Bubny
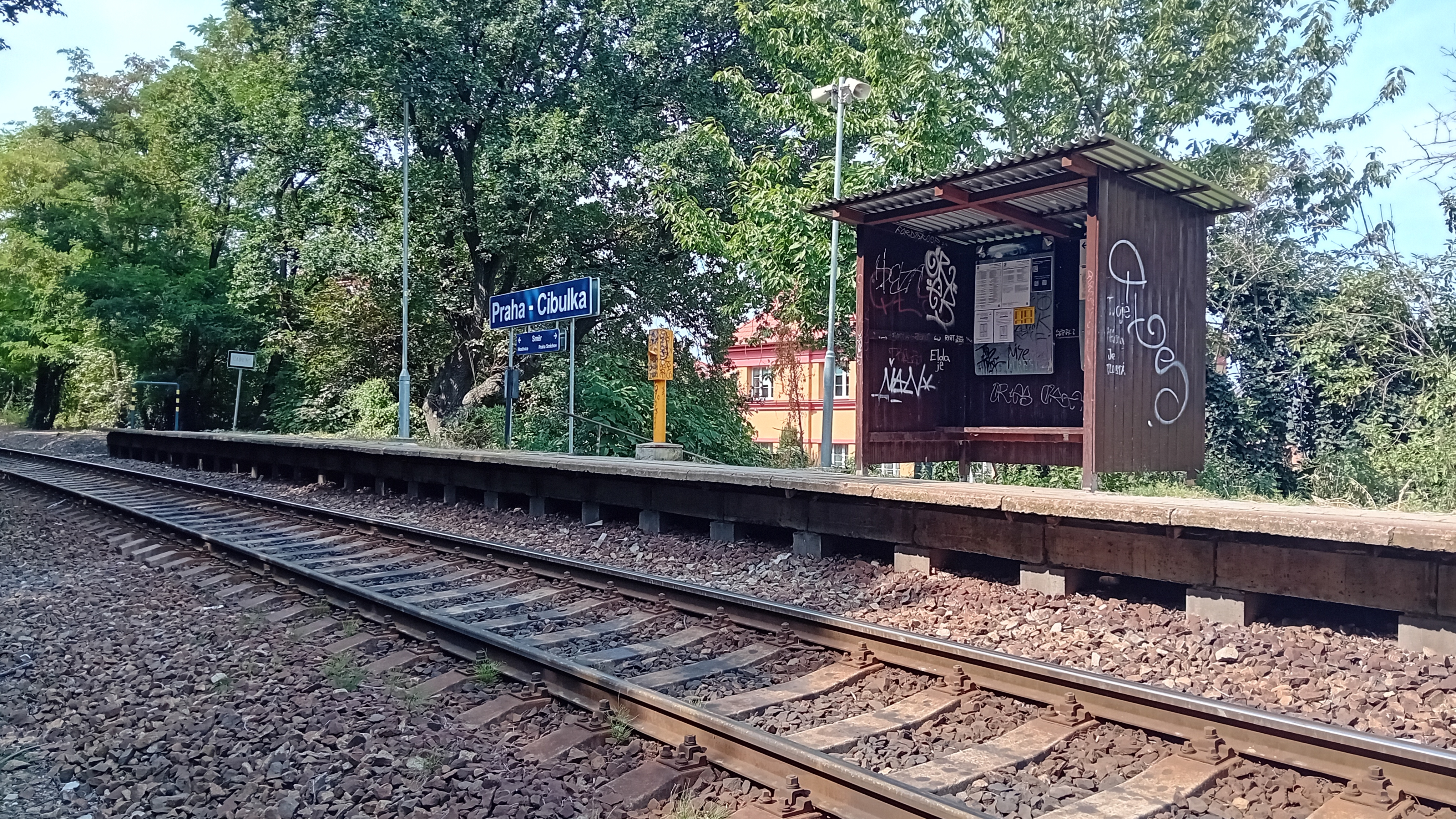
Praha-Cibulka
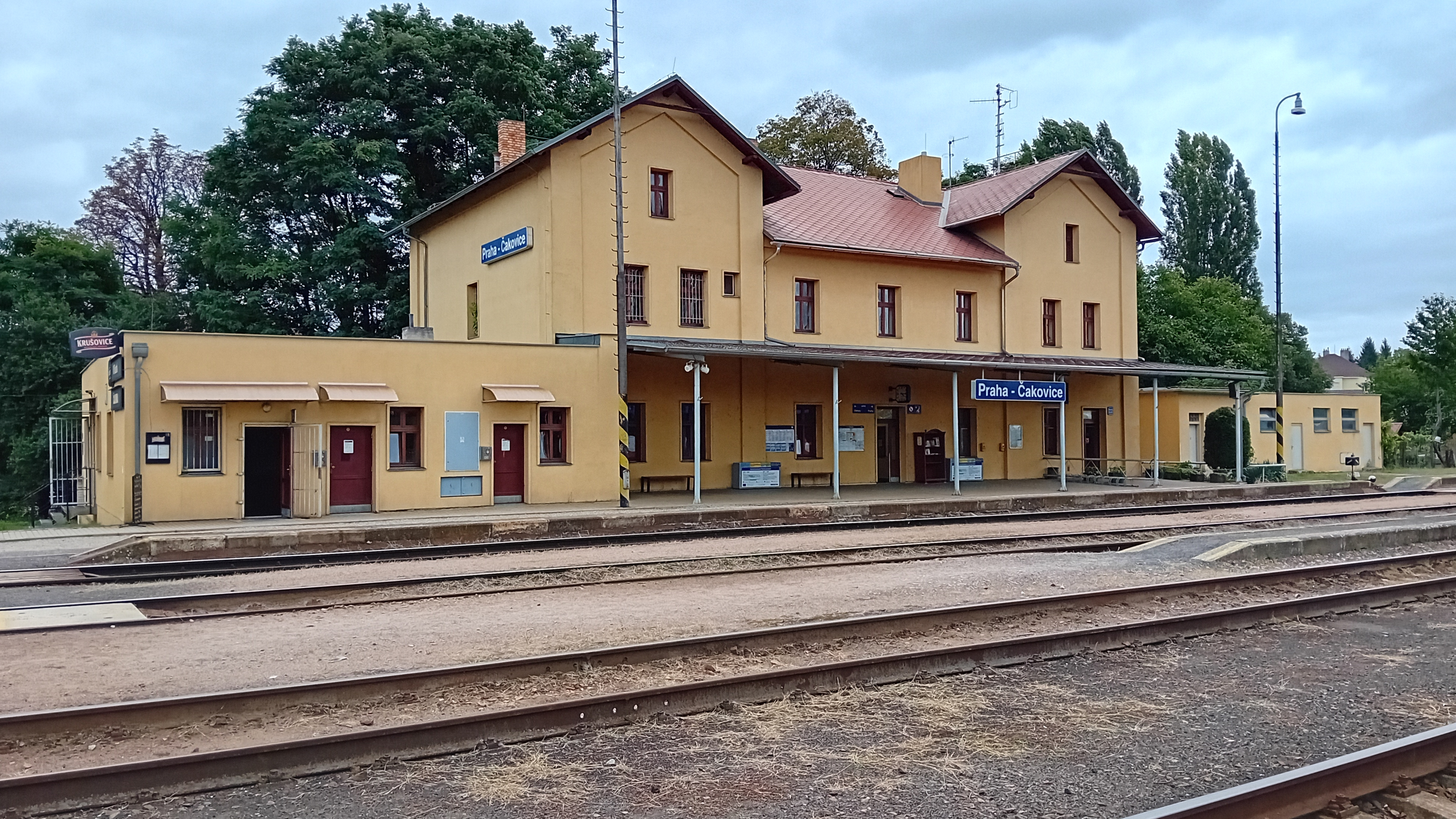
Praha-Čakovice
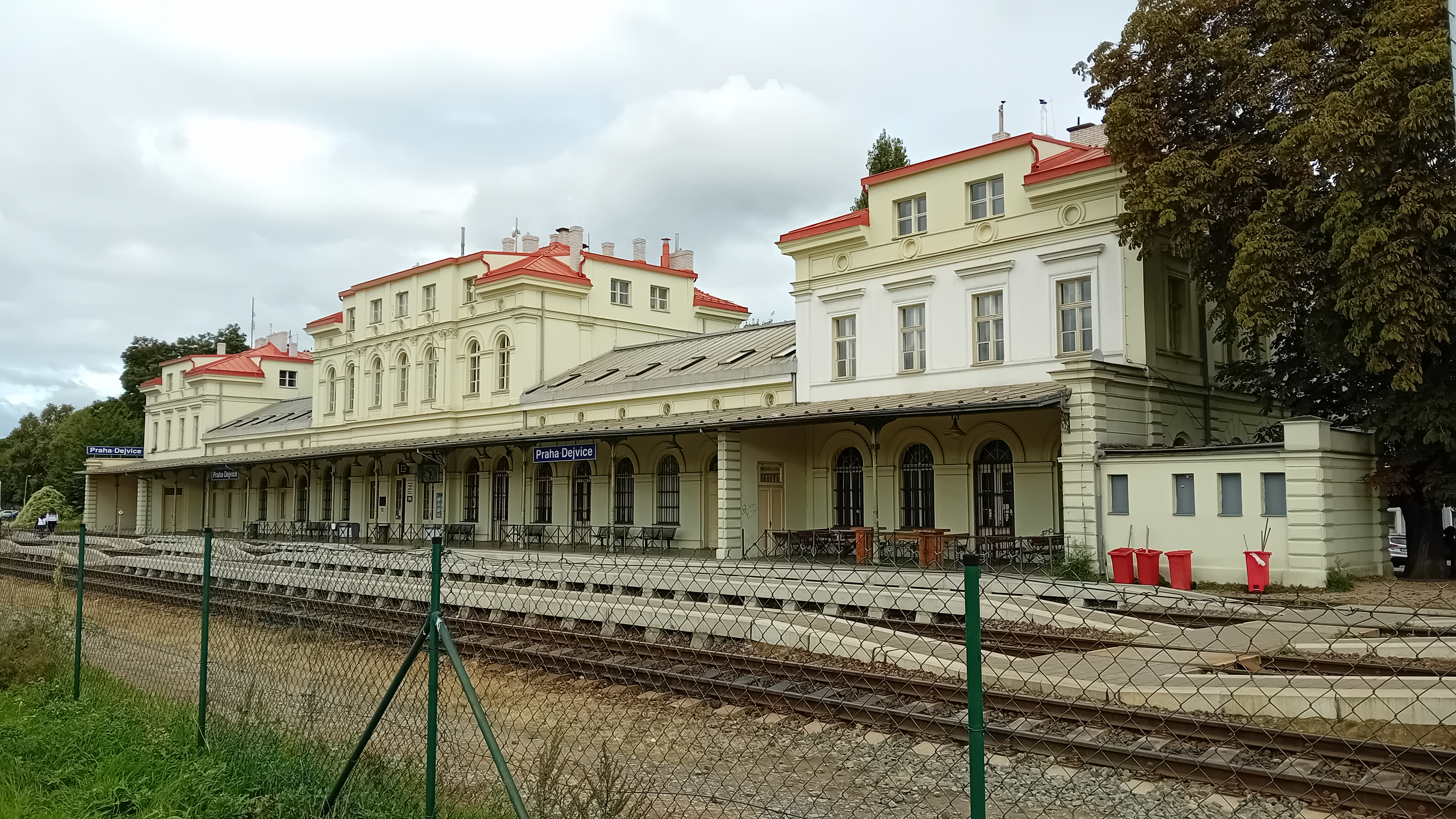
Praha-Dejvice
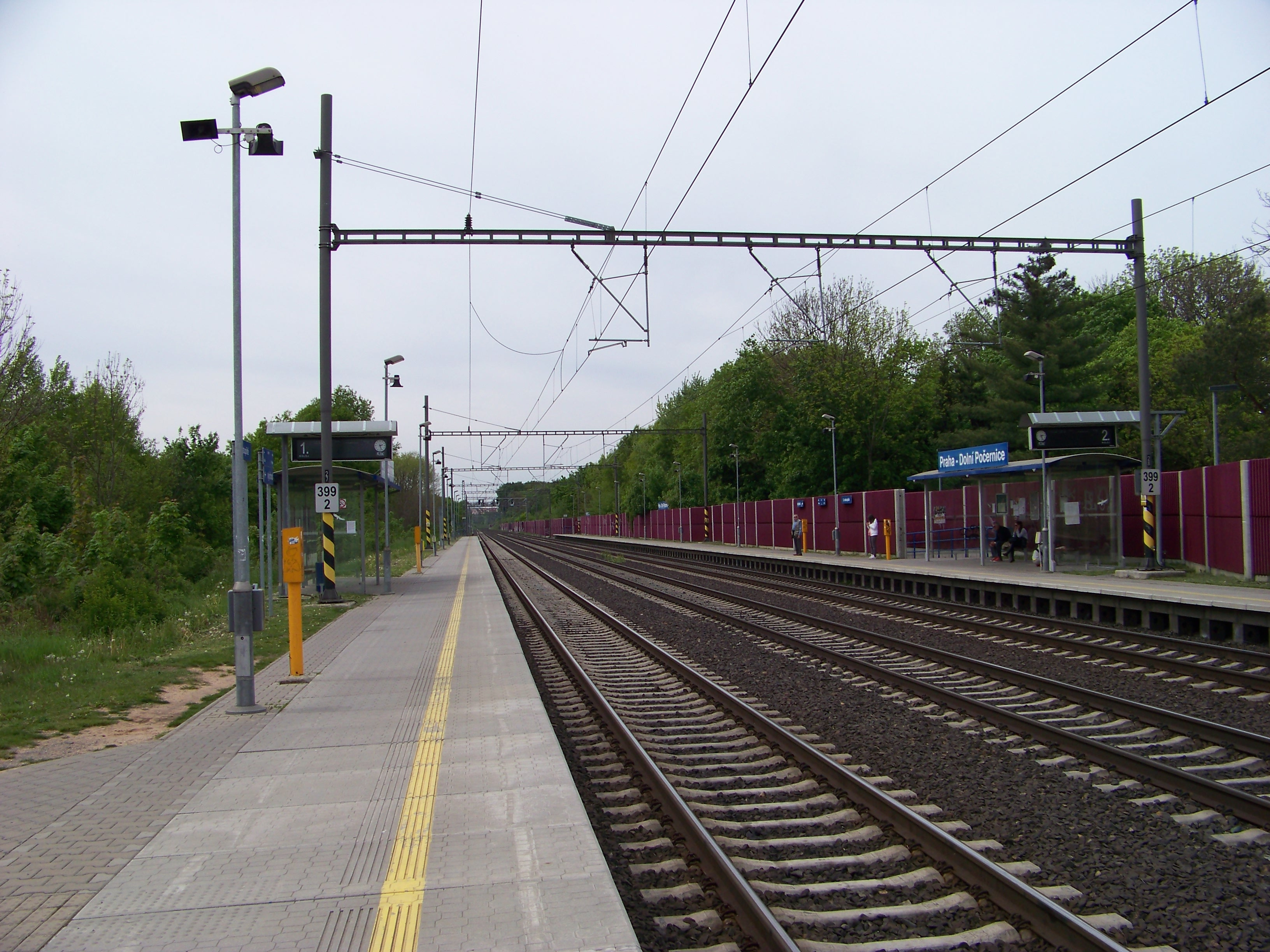
Praha-Dolní Počernice
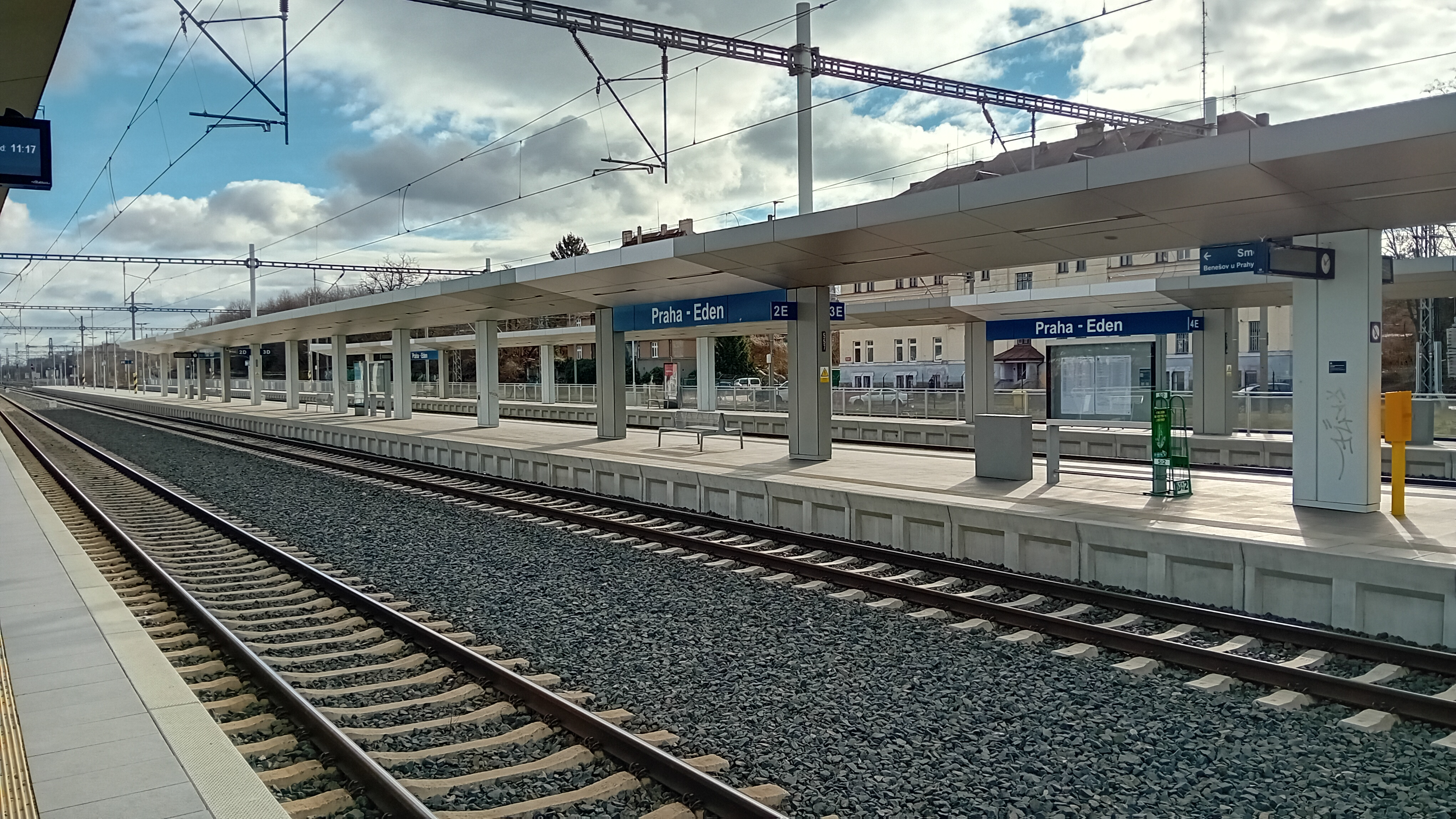
Praha-Eden
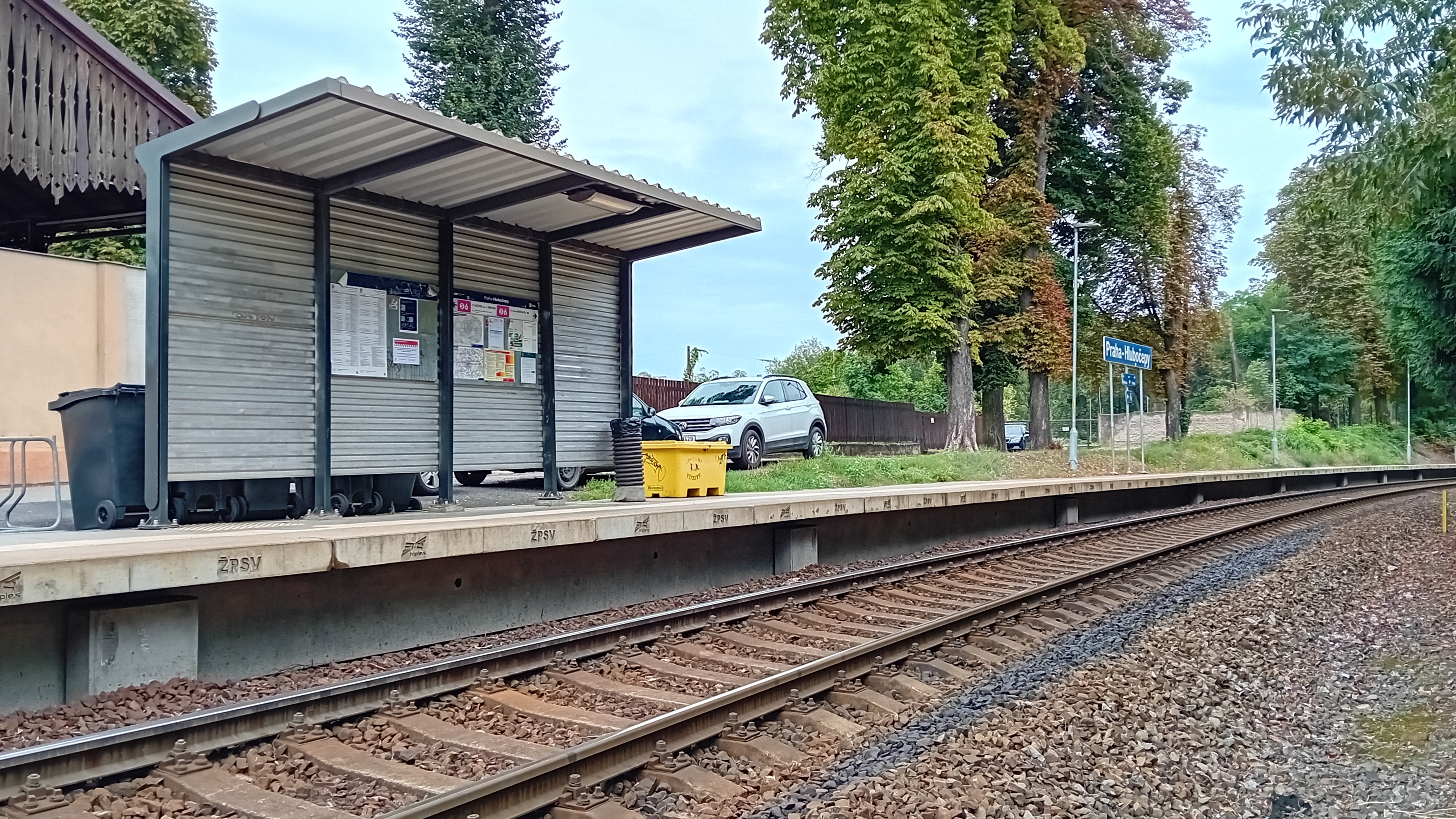
Praha-Hlubočepy
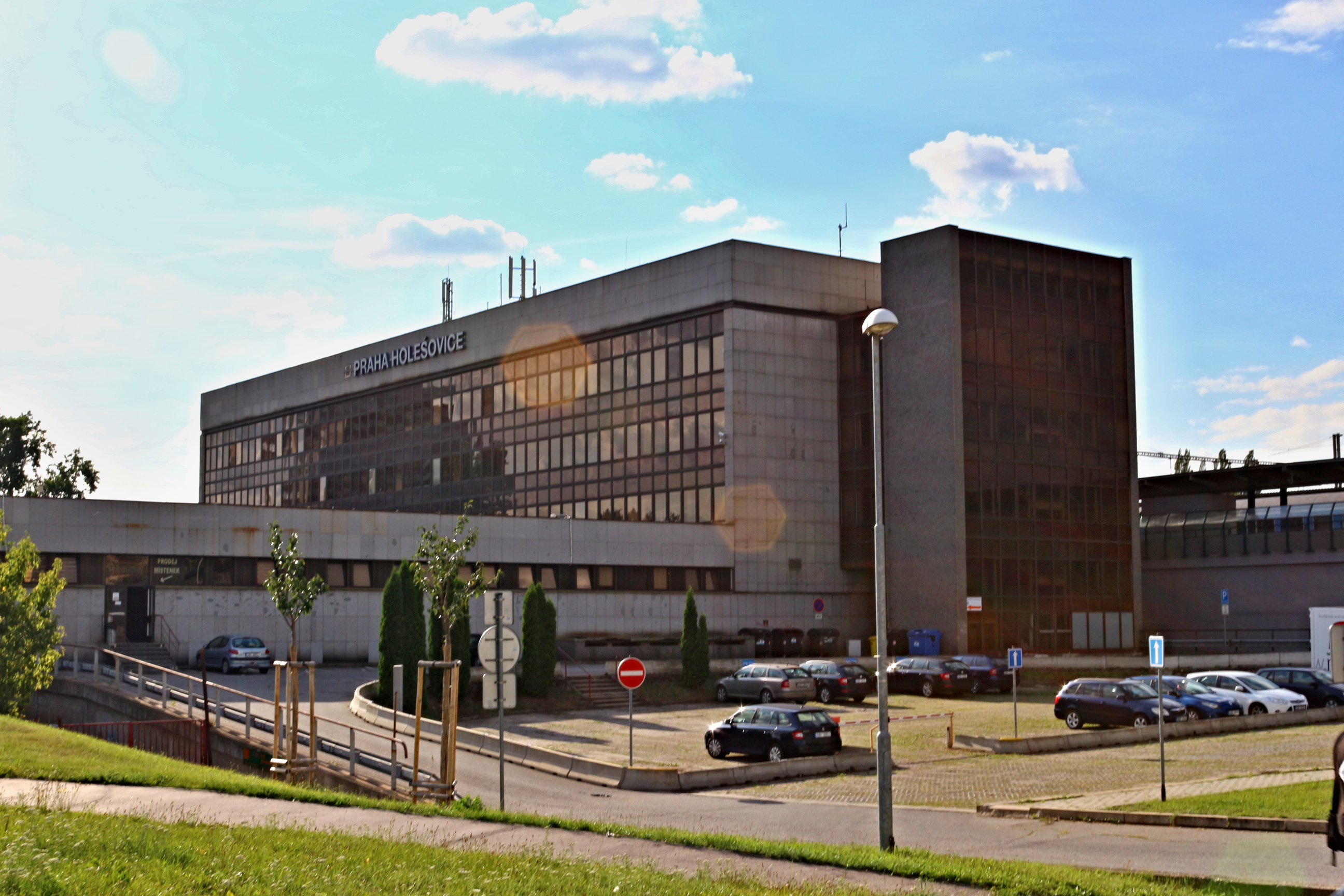
Praha-Holešovice
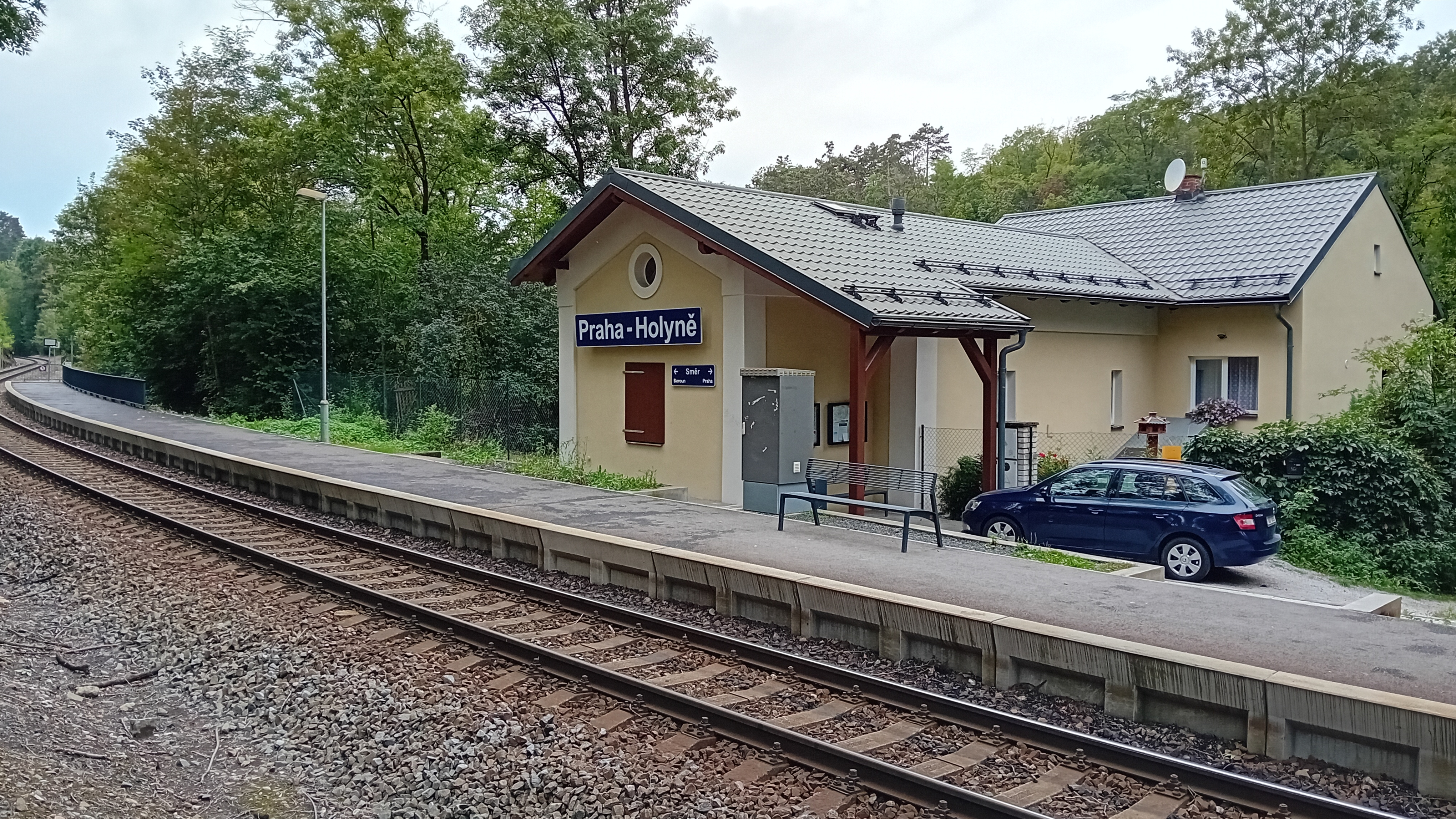
Praha-Holyně
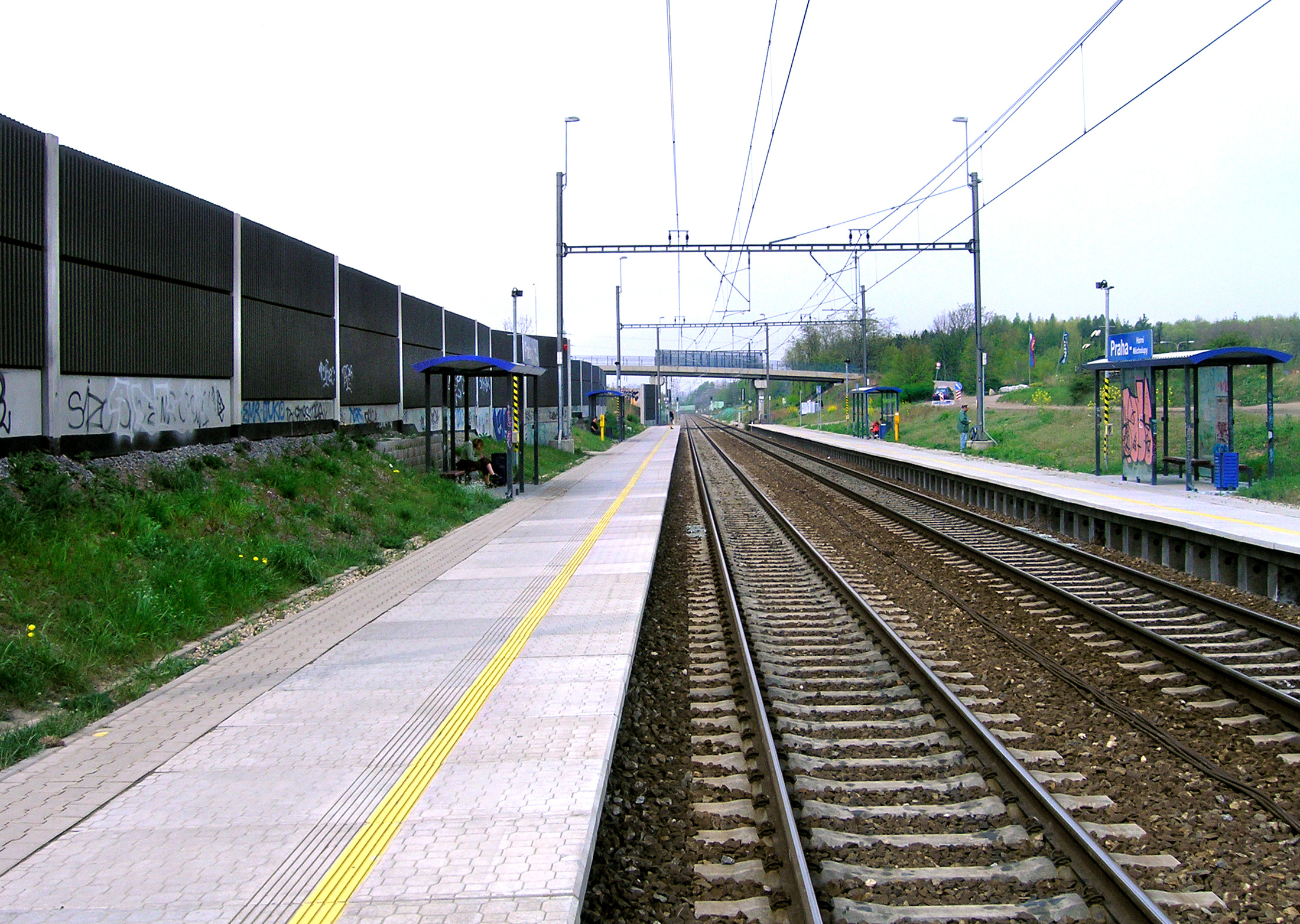
Praha-Horní Měcholupy
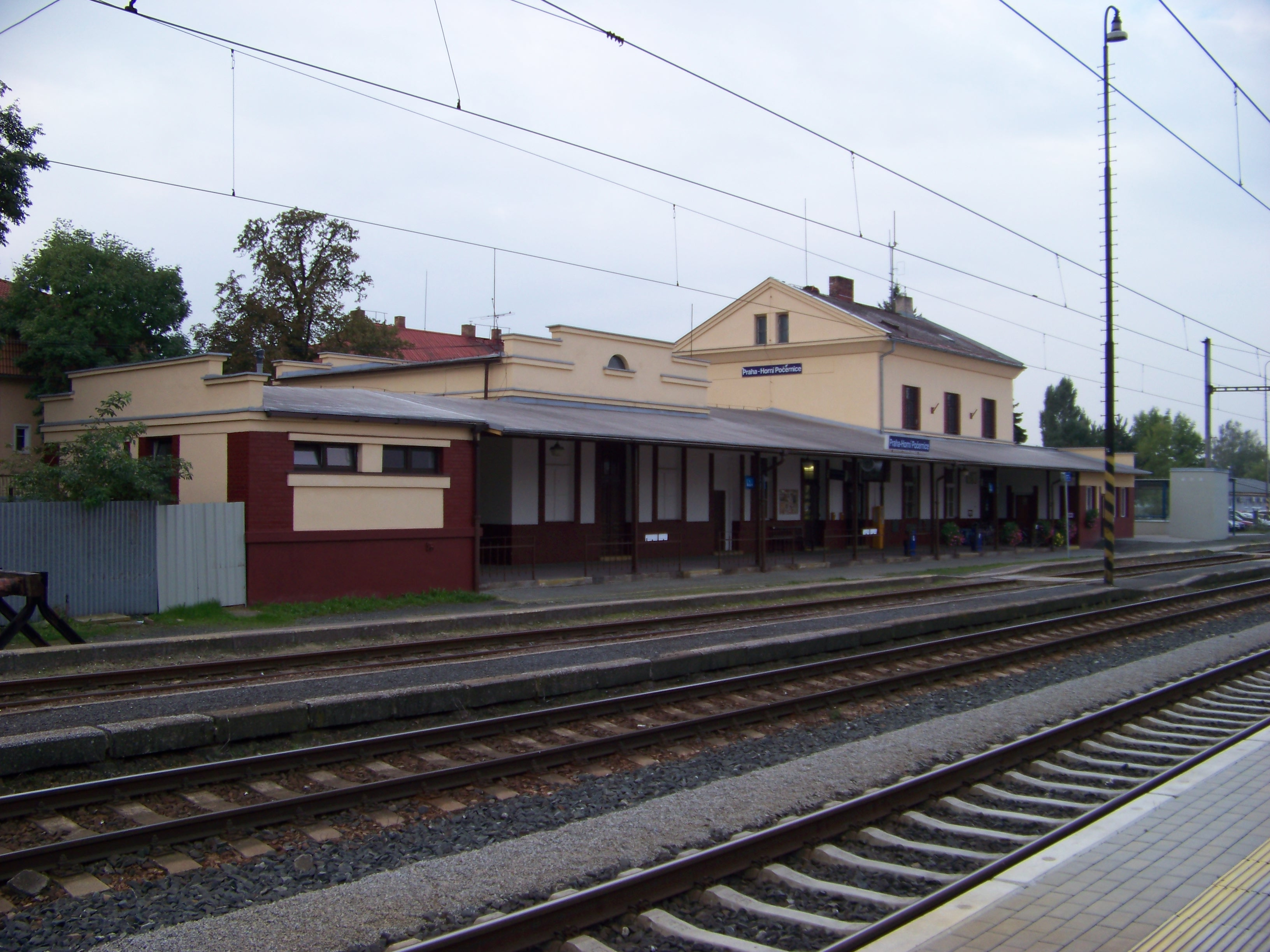
Praha-Horní Počernice
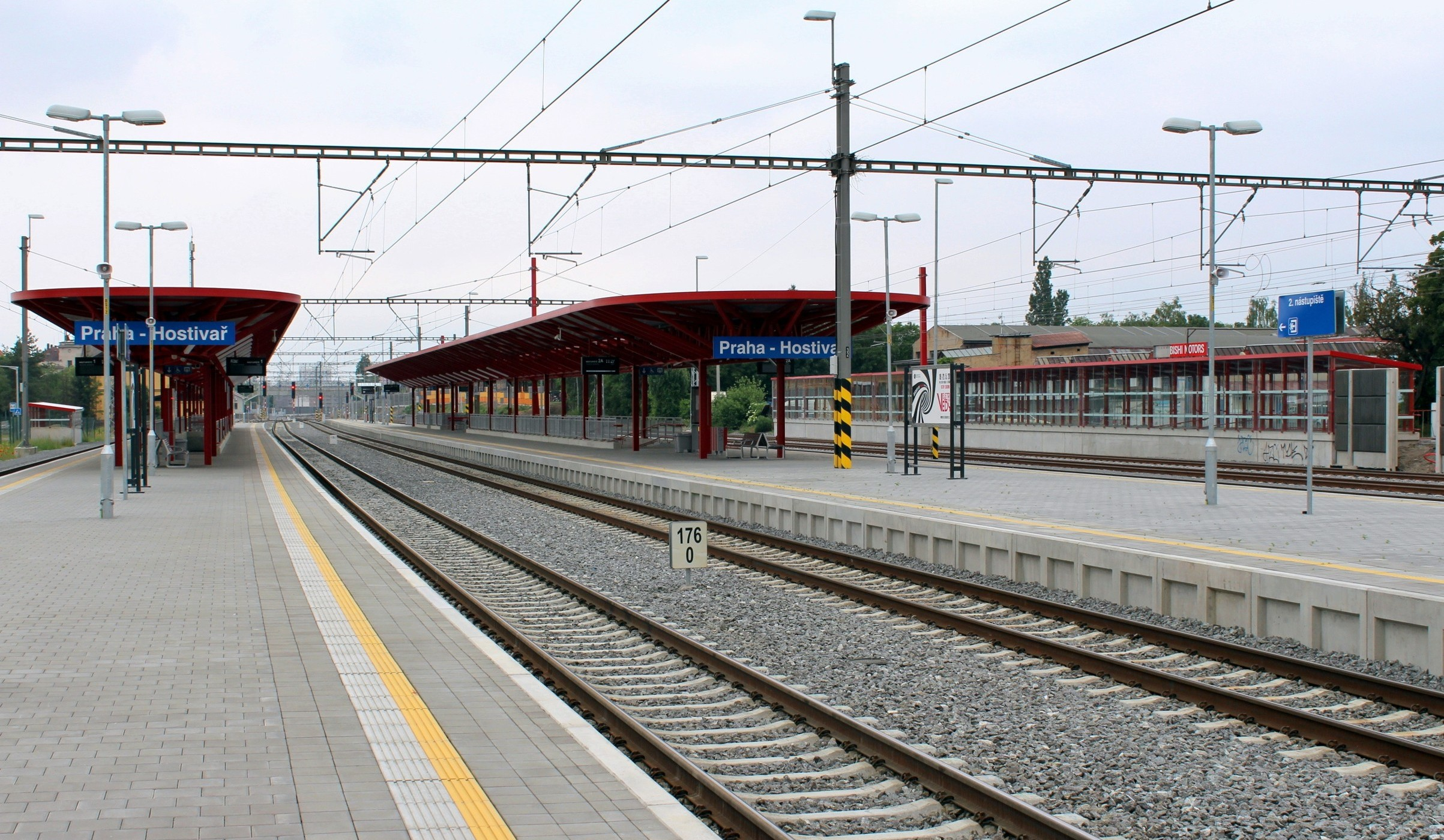
Praha-Hostivař
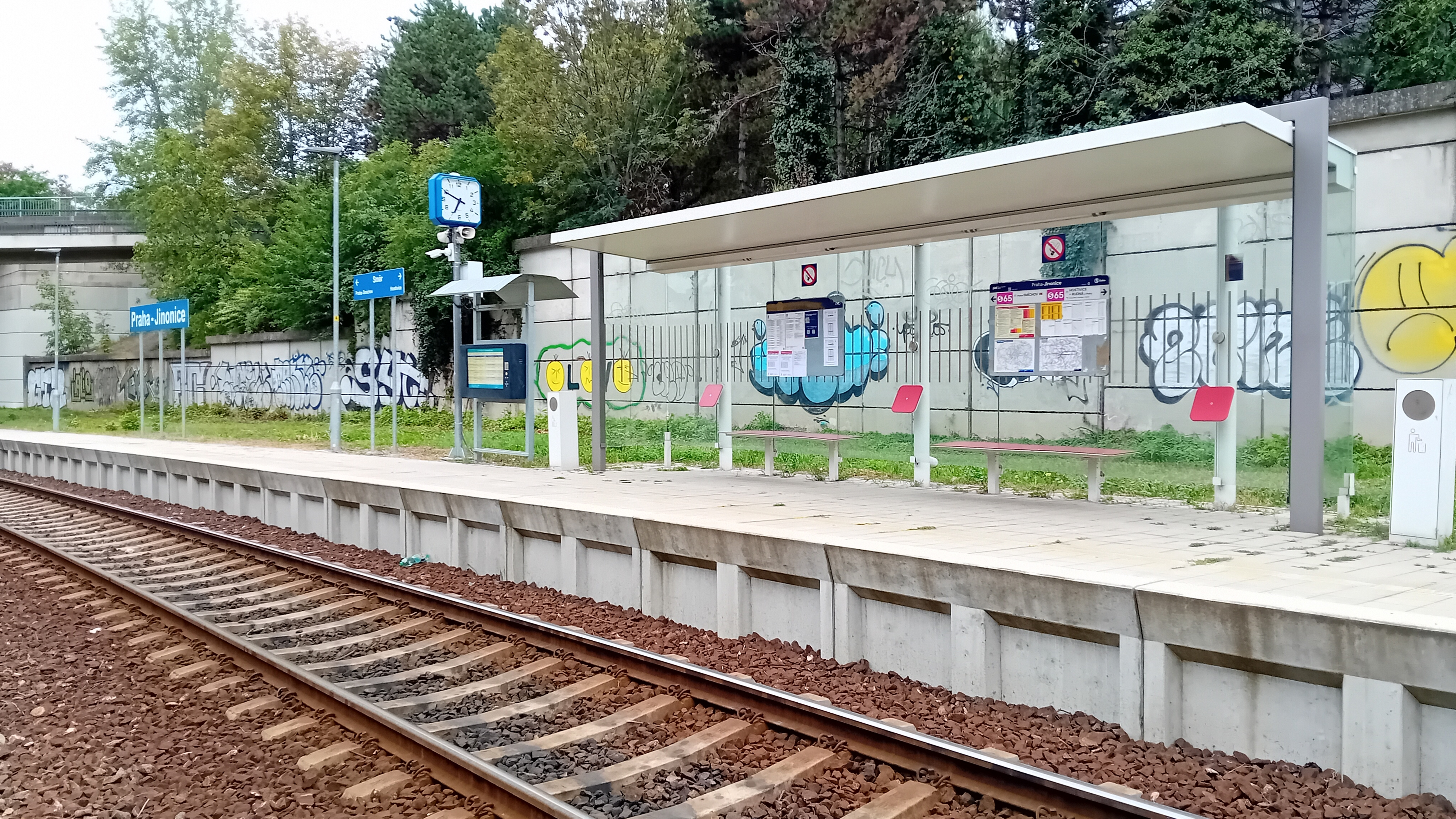
Praha-Jinonice
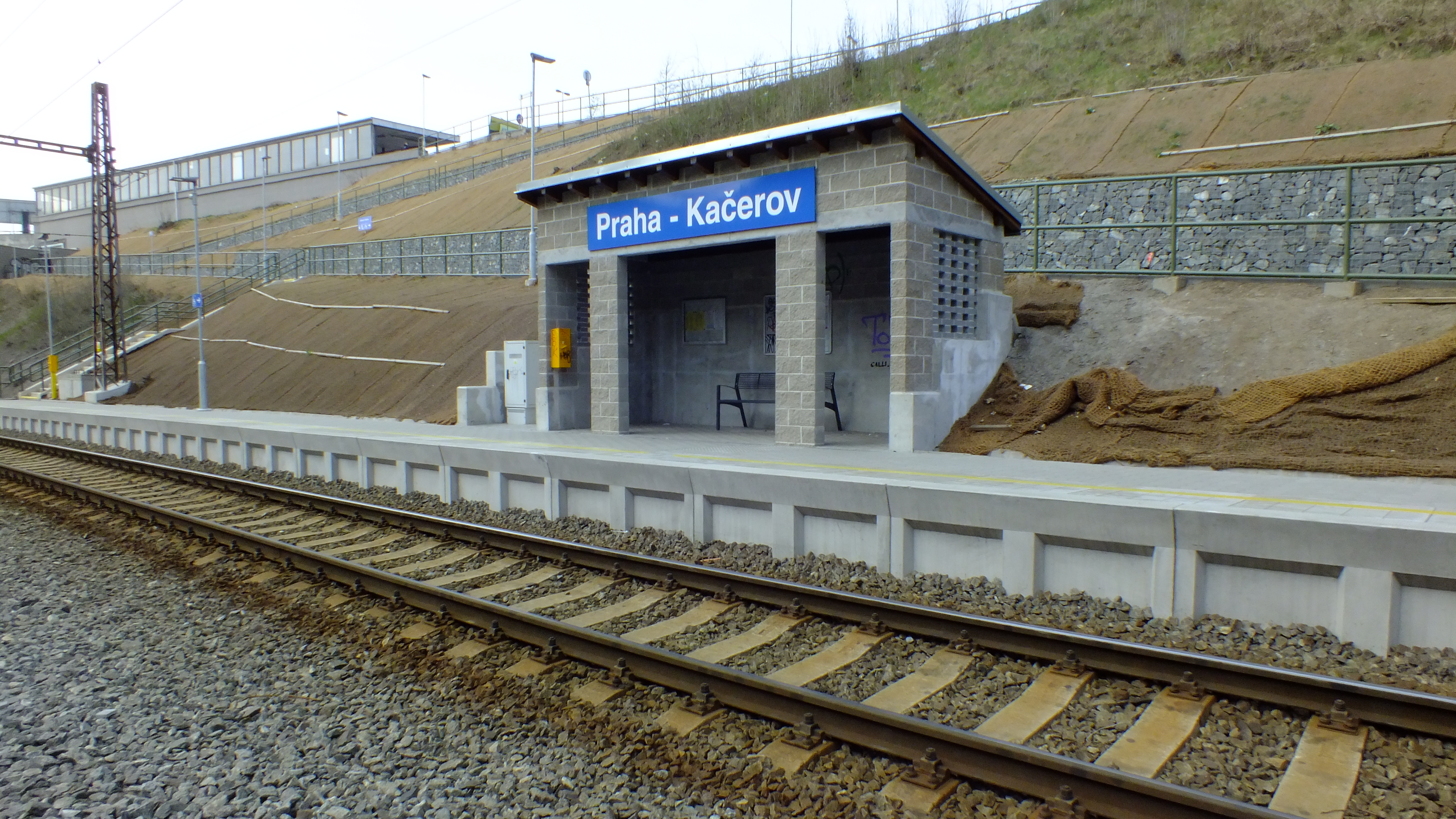
Praha-Kačerov
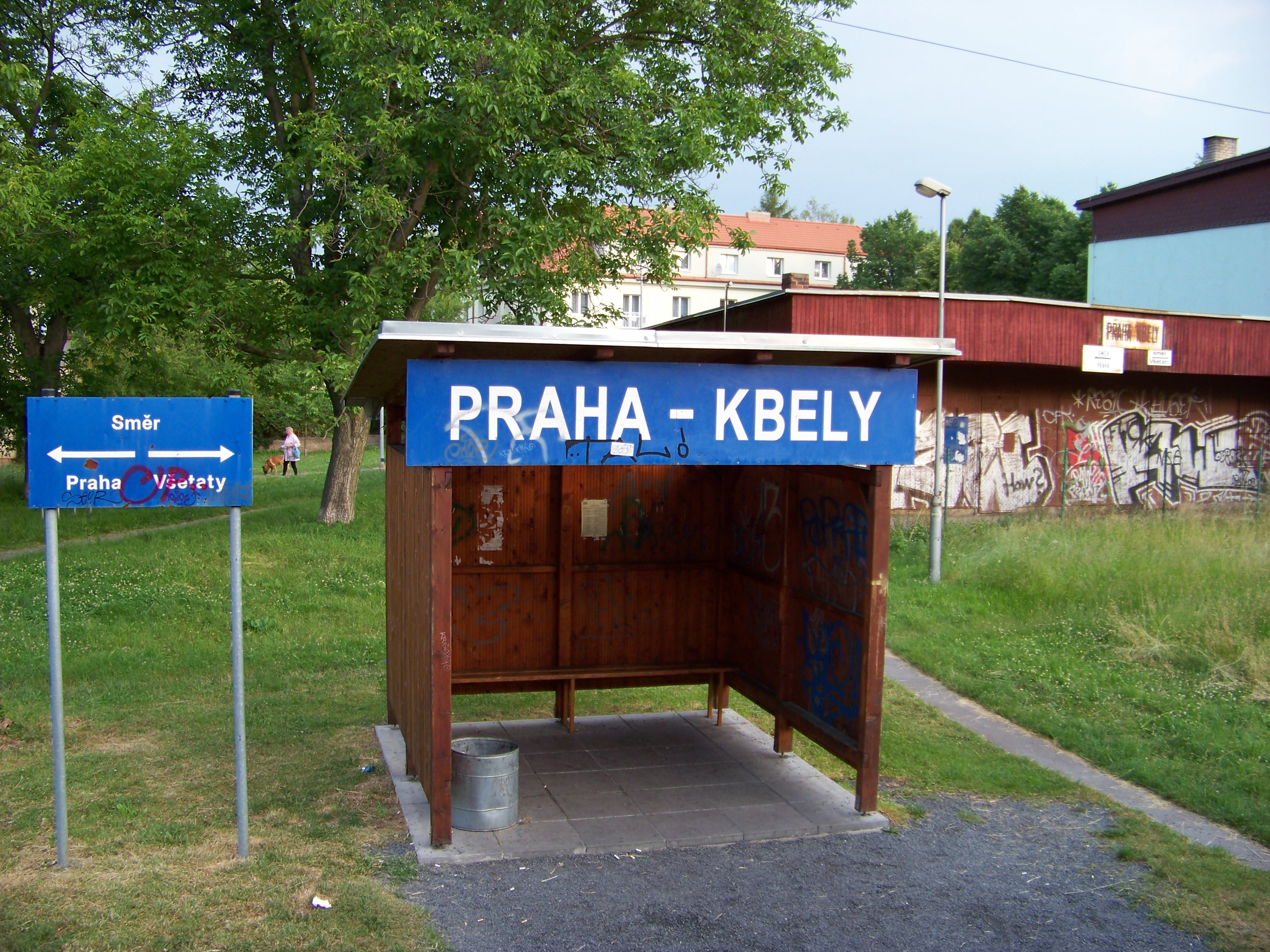
Praha-Kbely
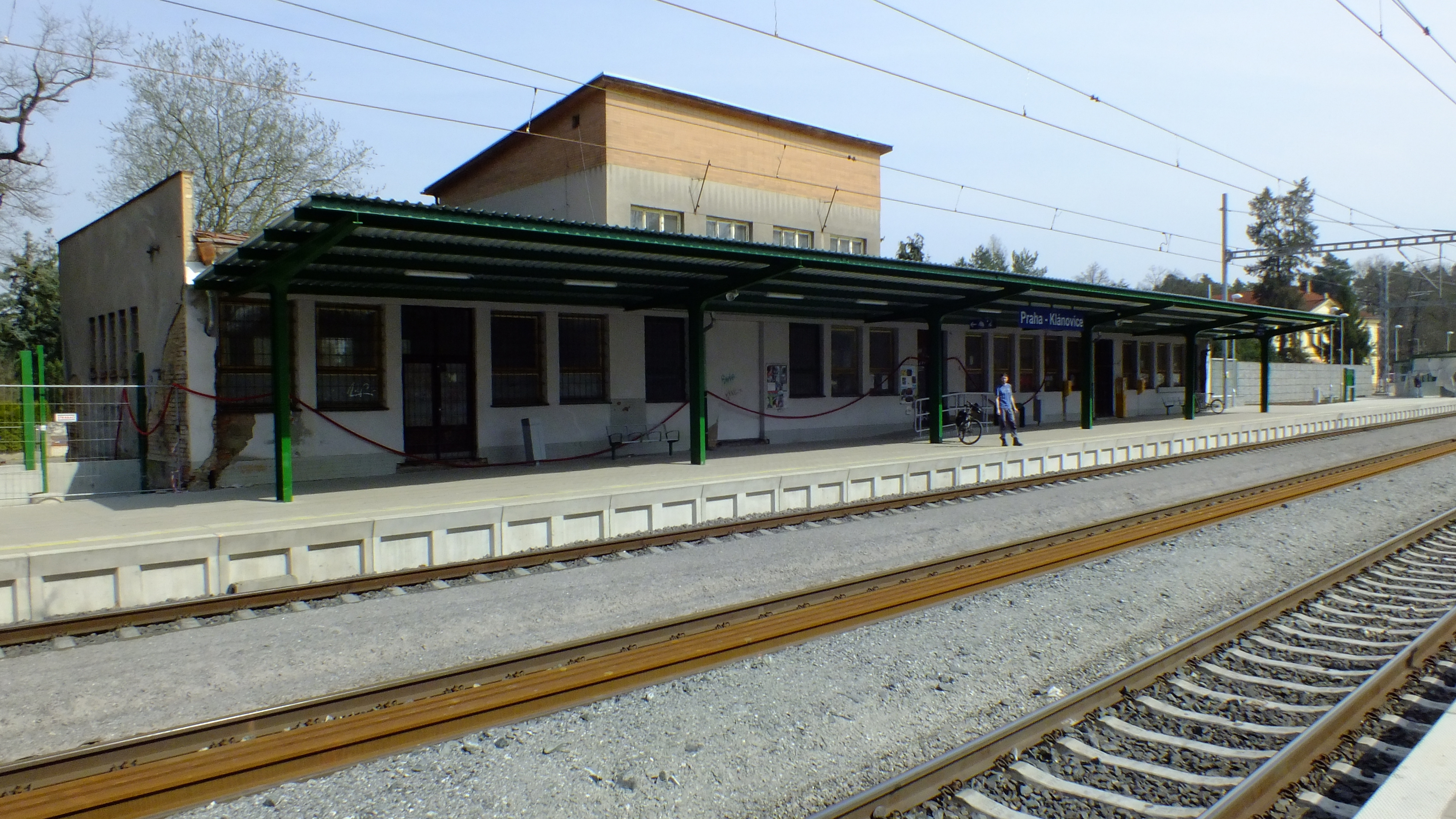
Praha-Klánovice
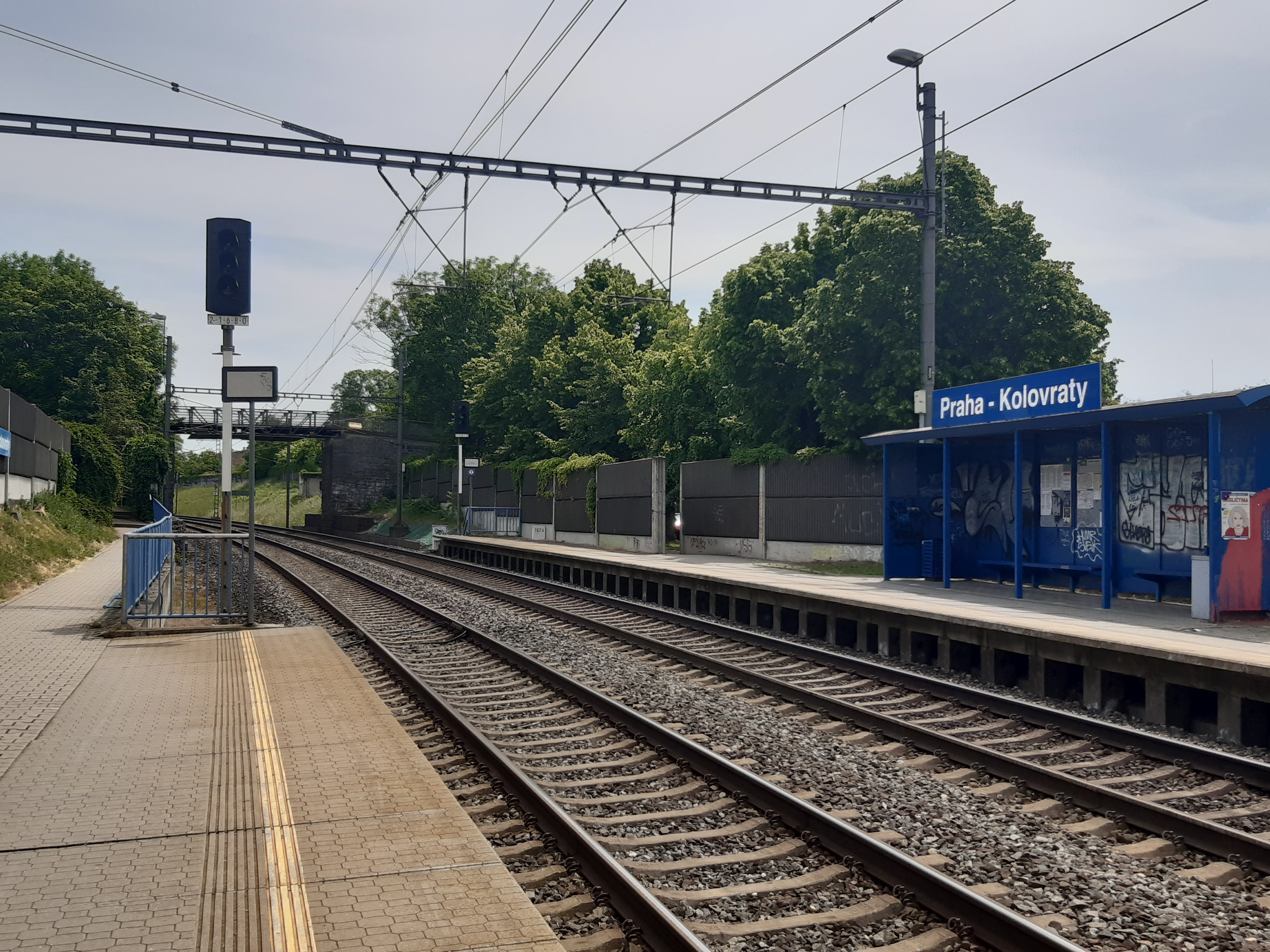
Praha-Kolovraty
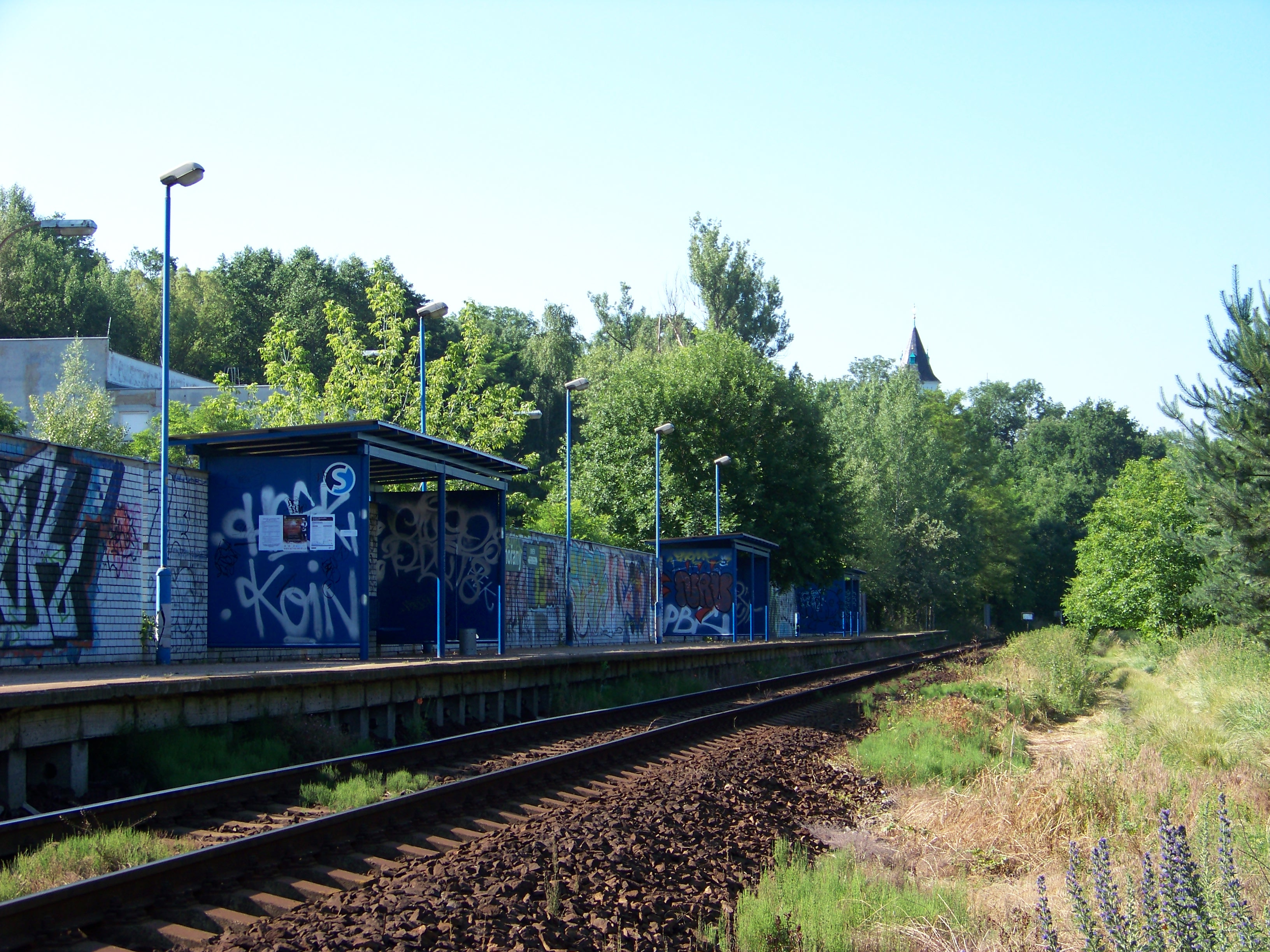
Praha-Komořany
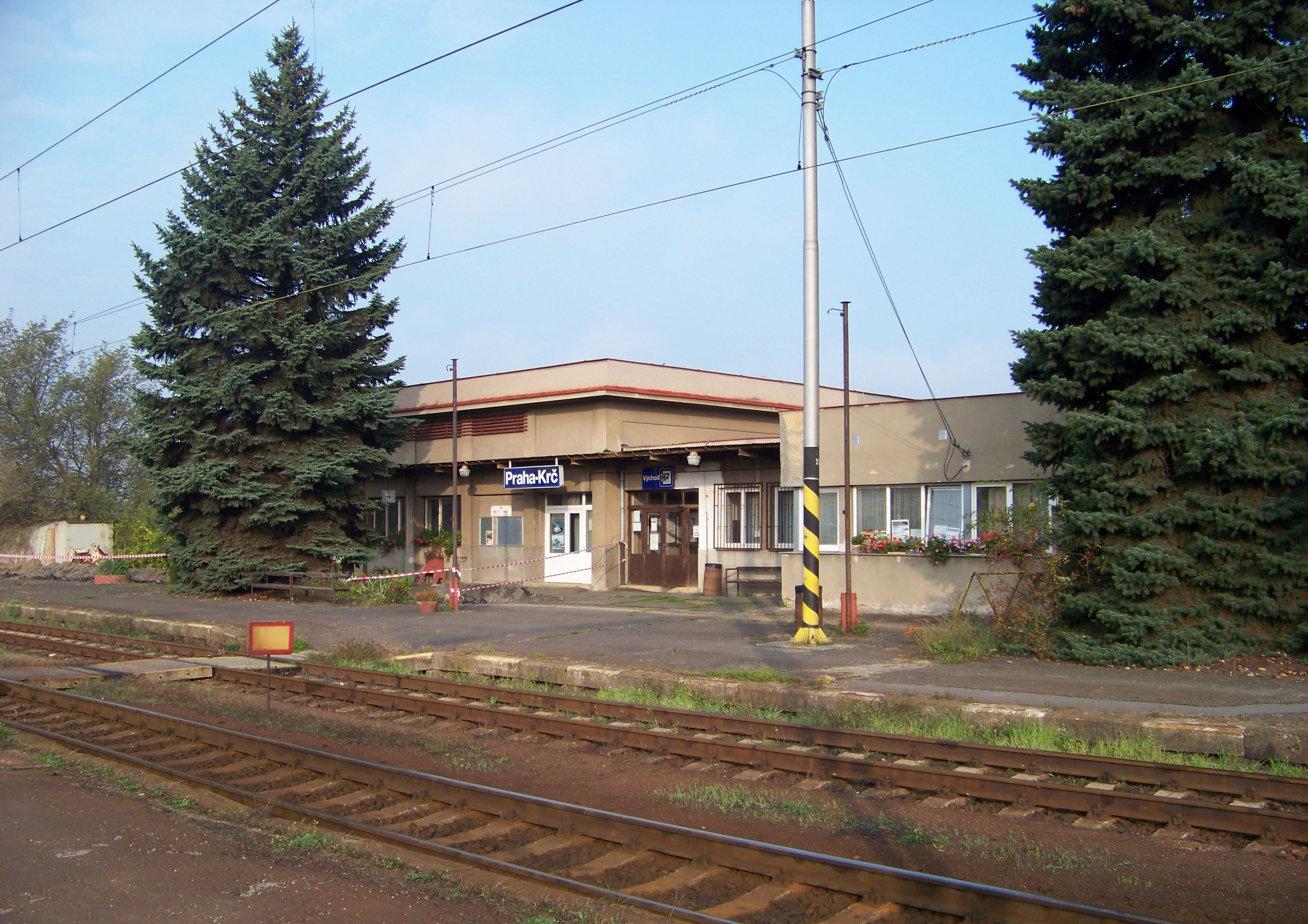
Praha-Krč
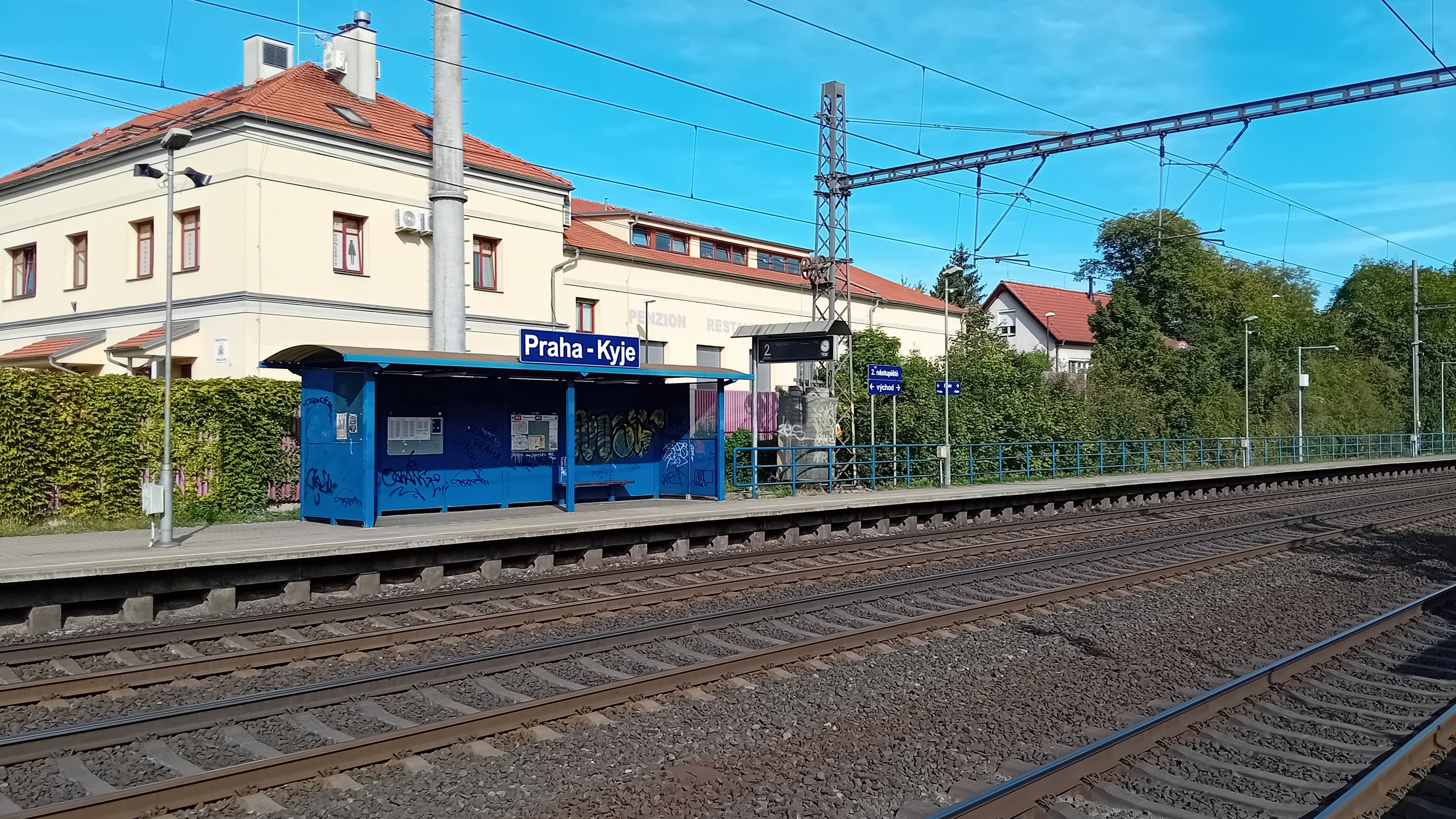
Praha-Kyje
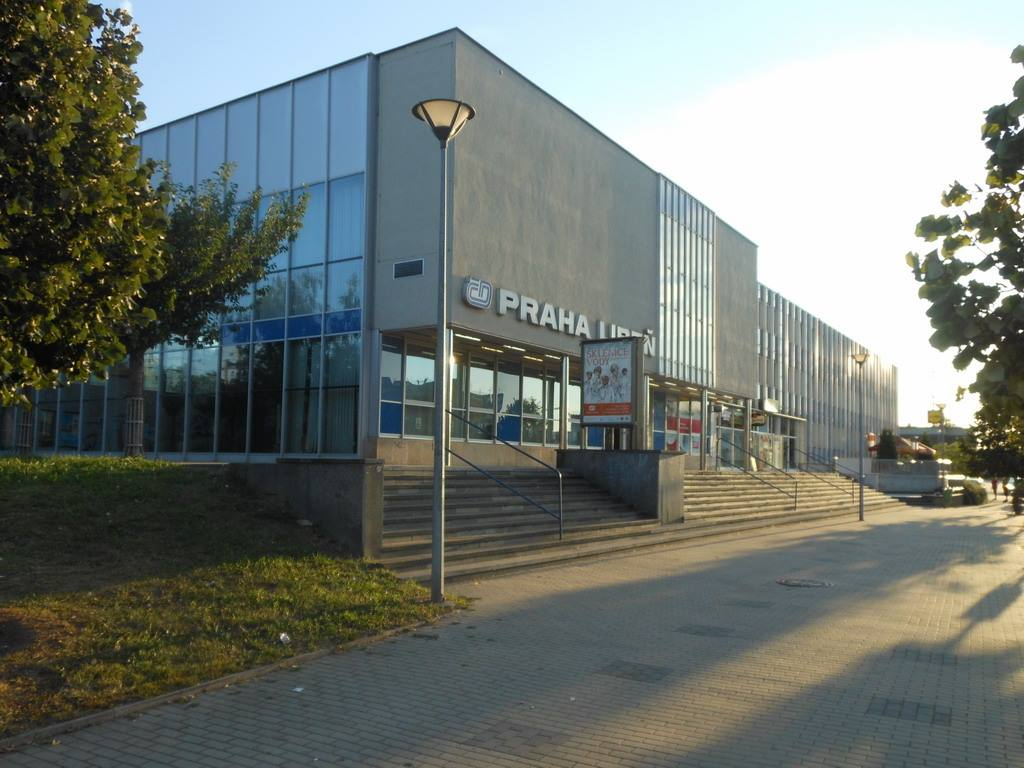
Praha-Libeň
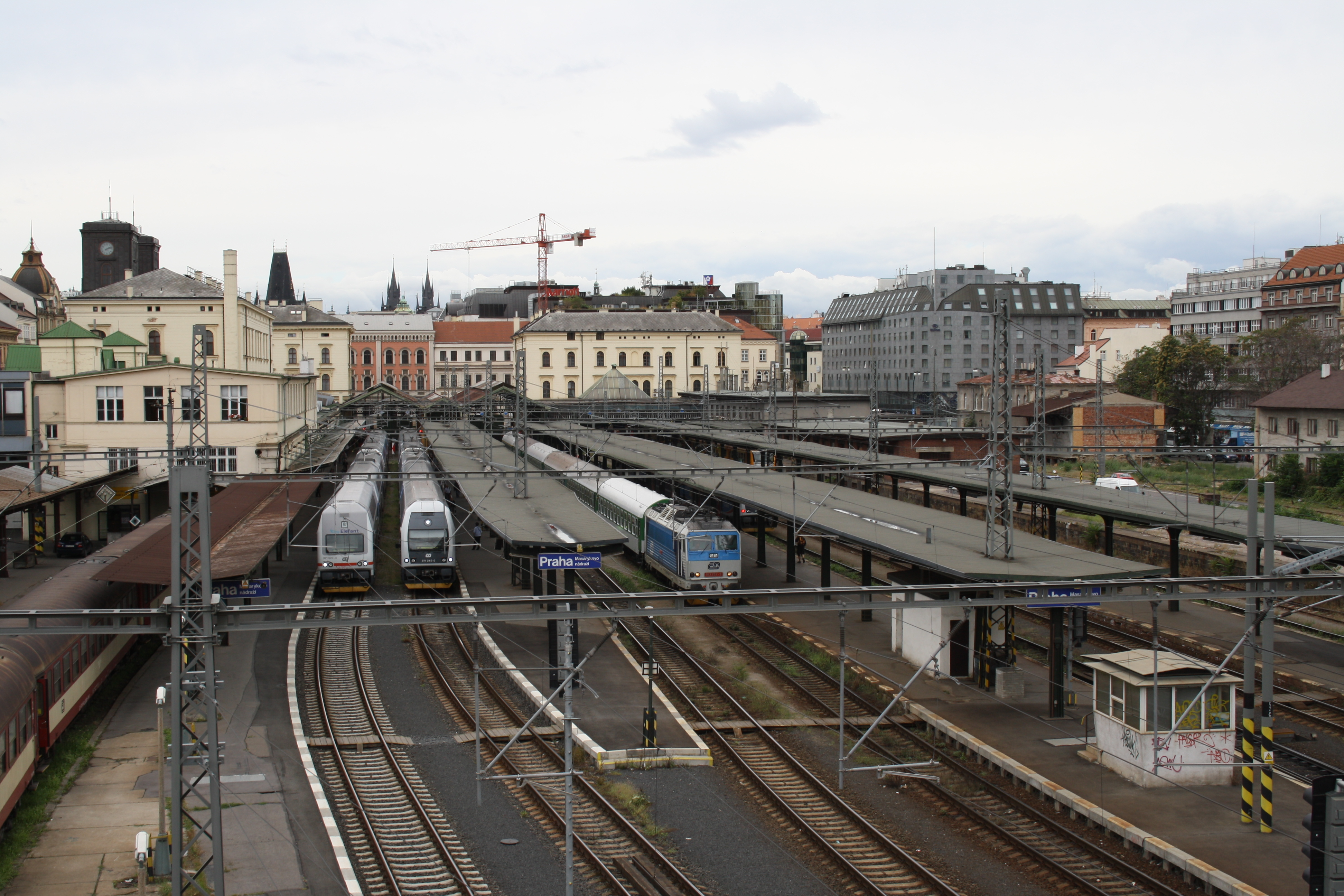
Praha Masarykovo nádraží
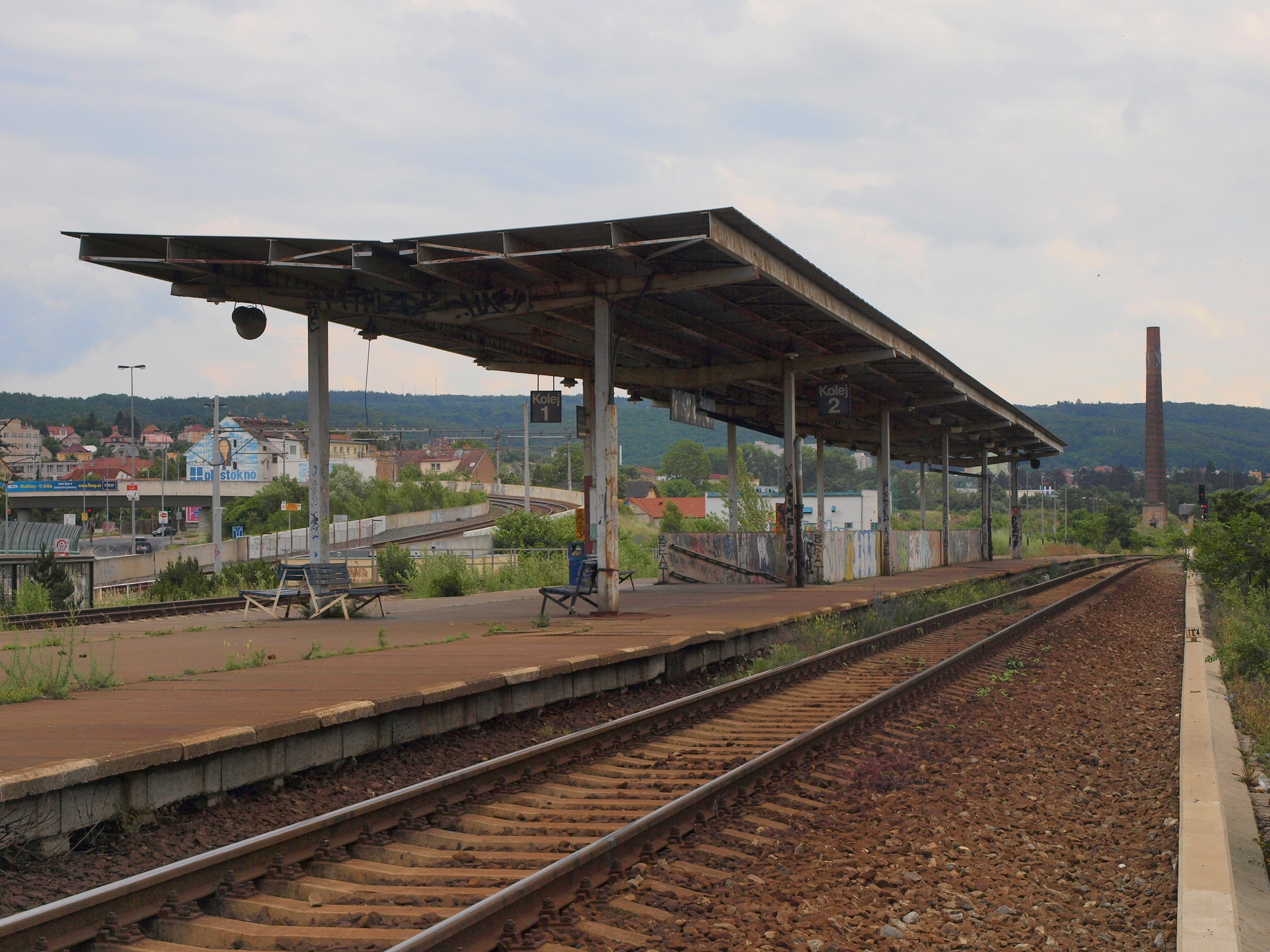
Praha-Modřany zastávka
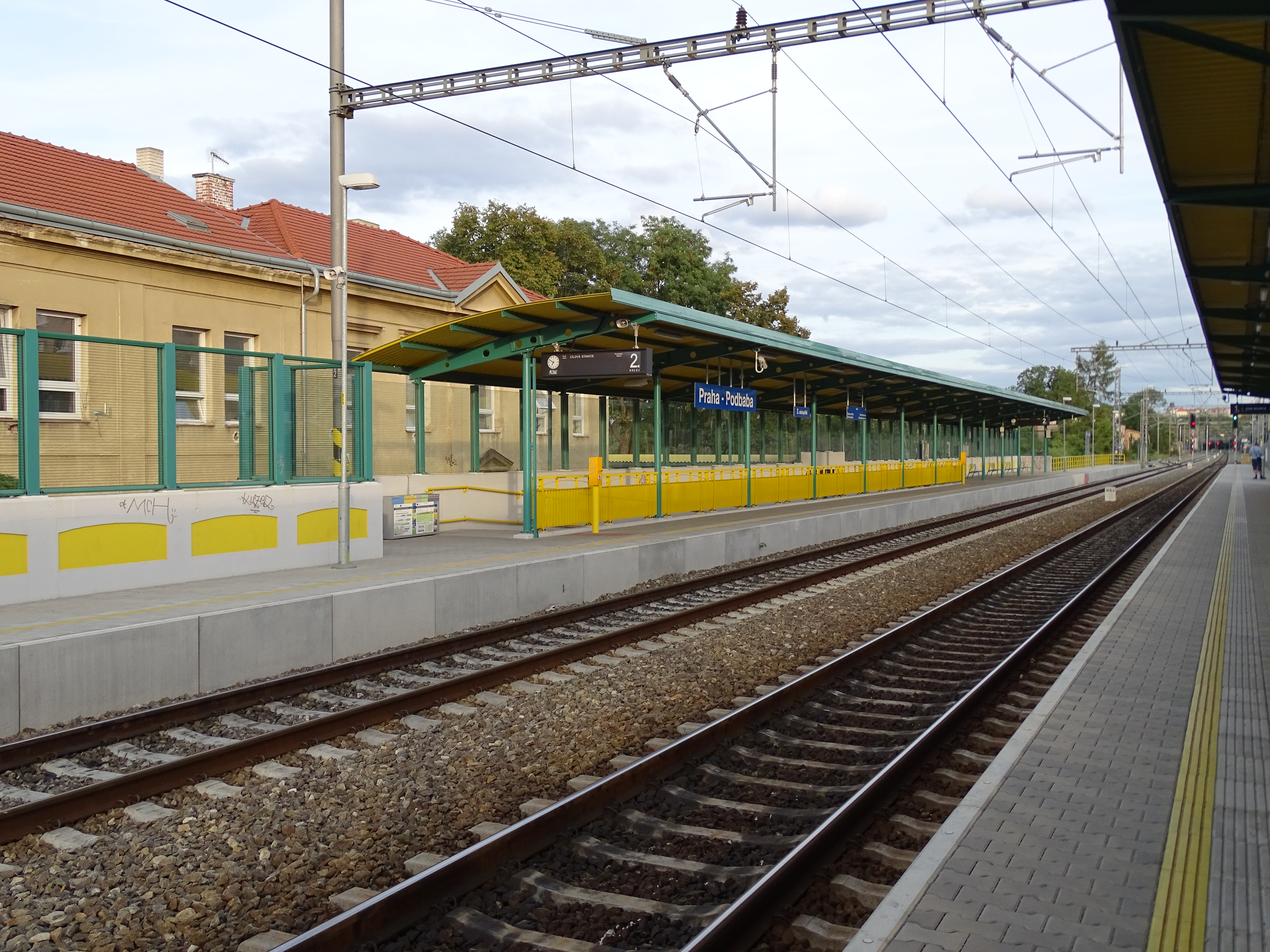
Praha-Podbaba
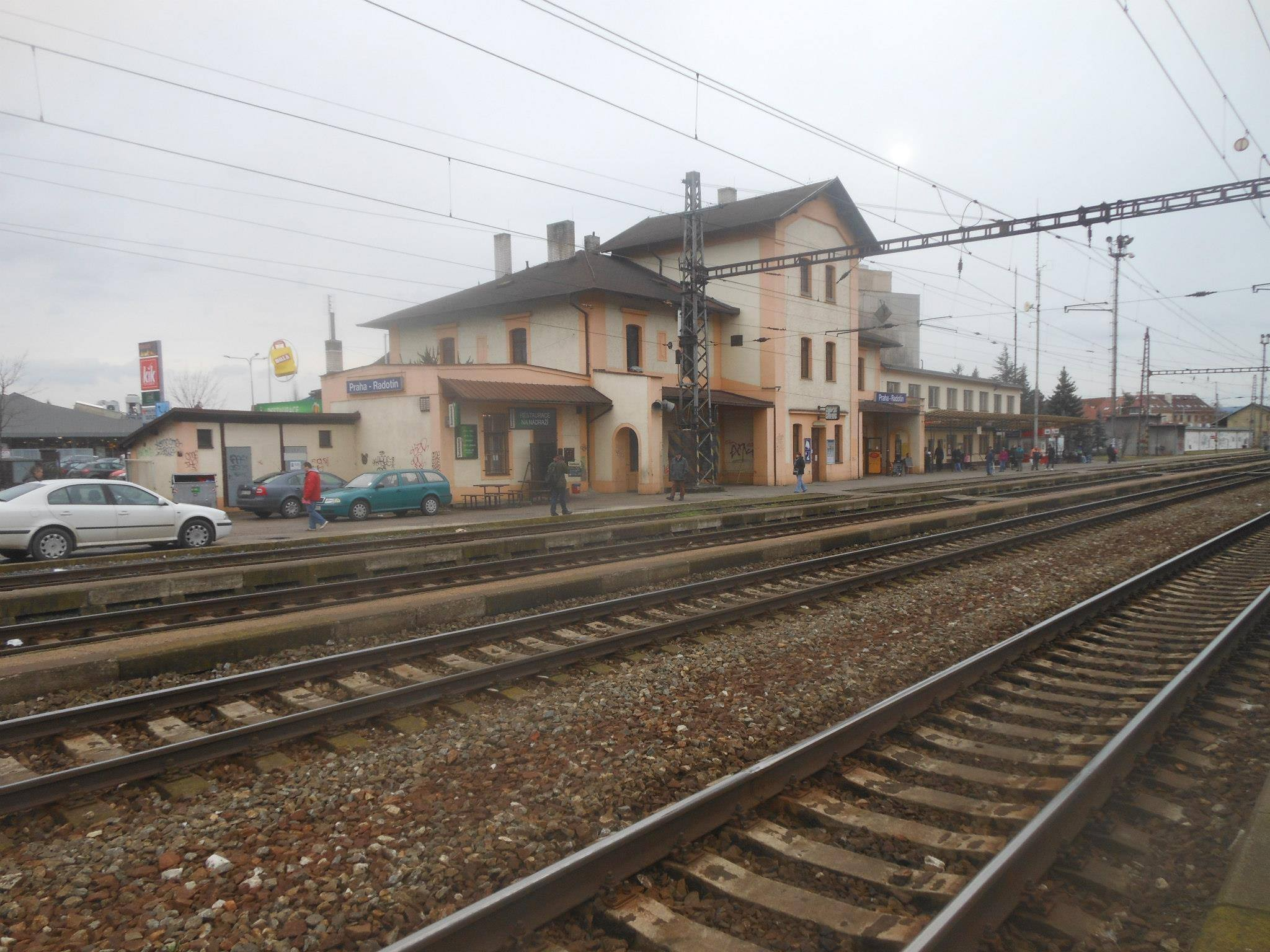
Praha-Radotín
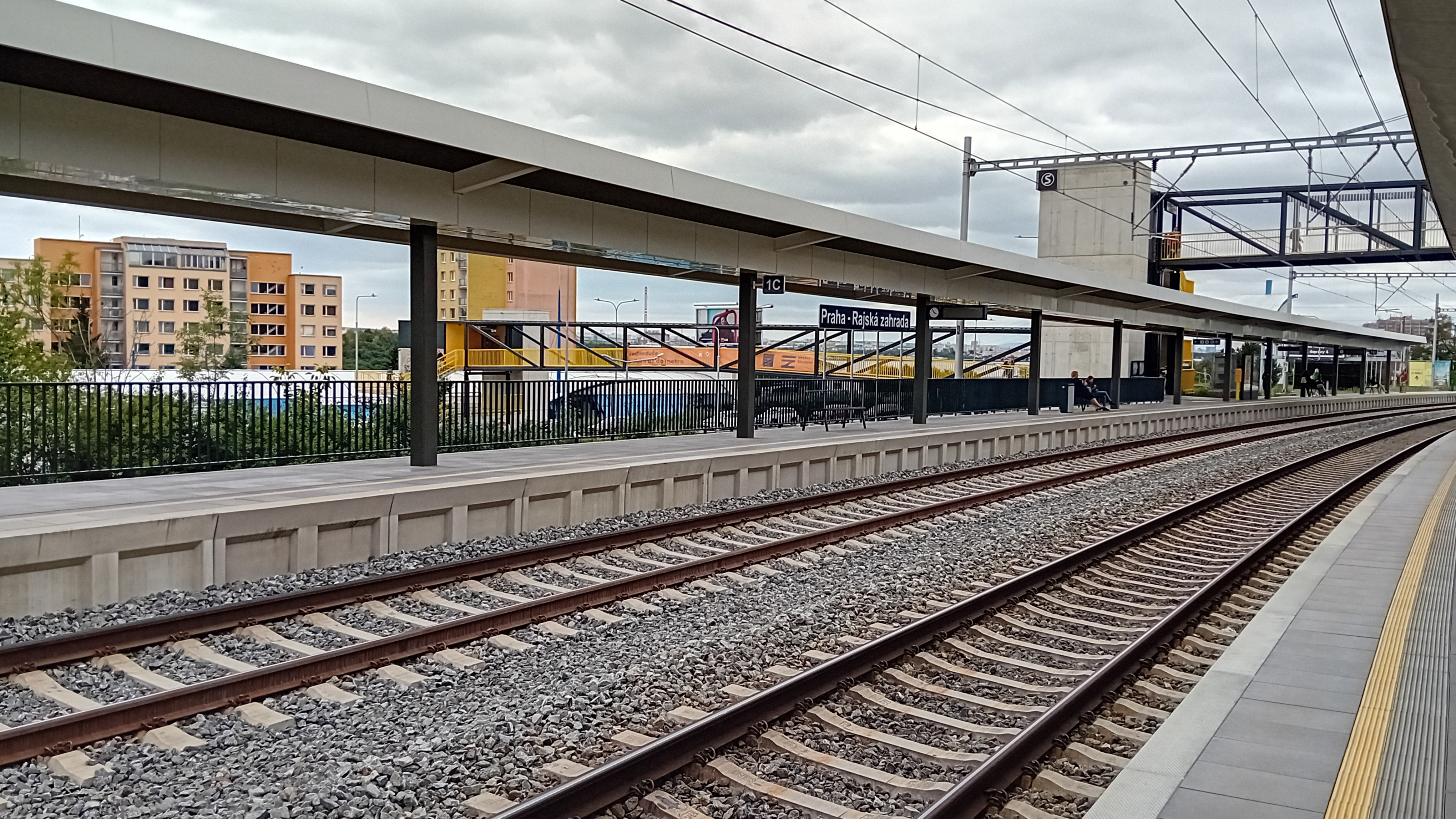
Praha-Rajská zahrada
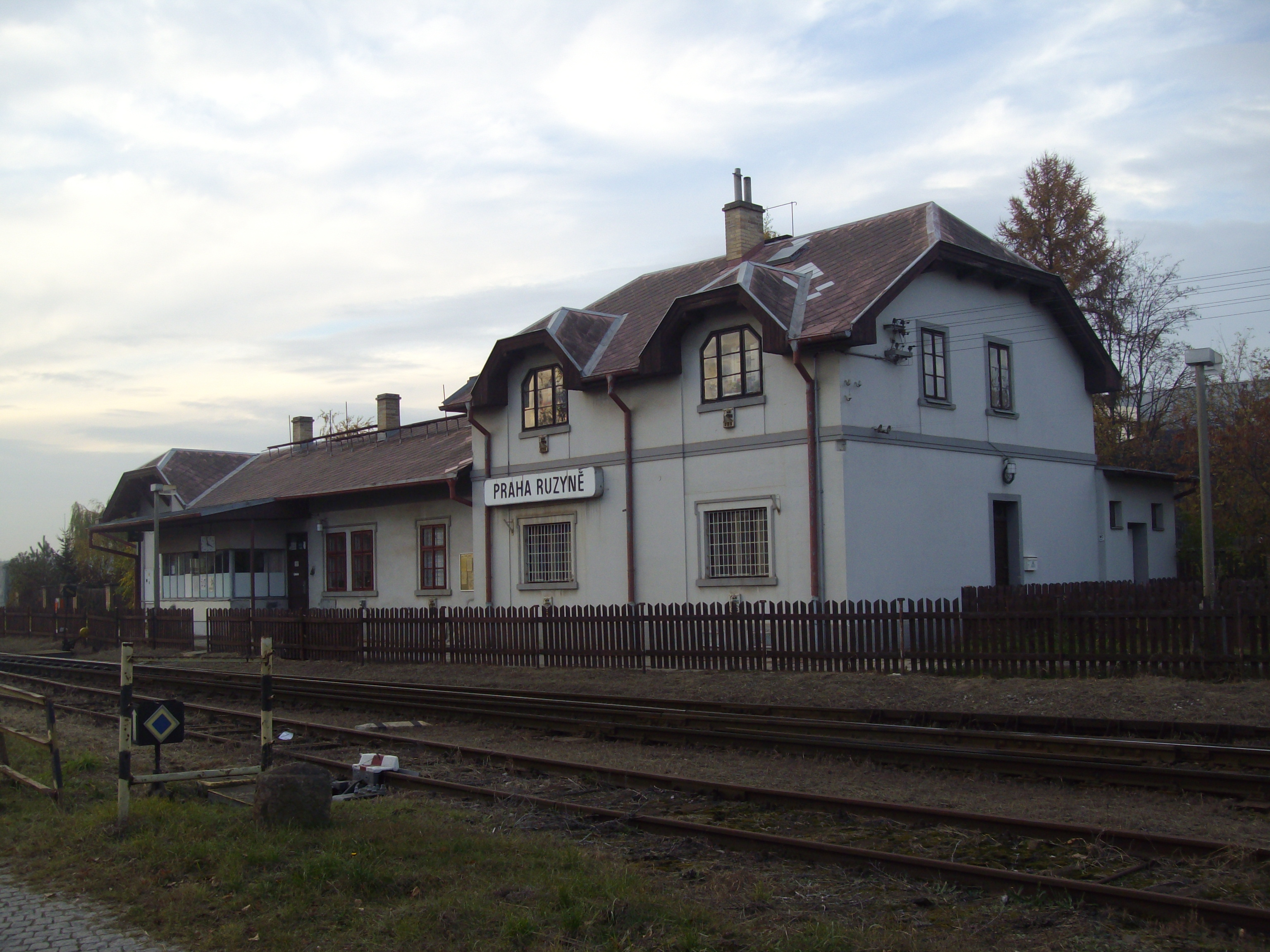
Praha-Ruzyně
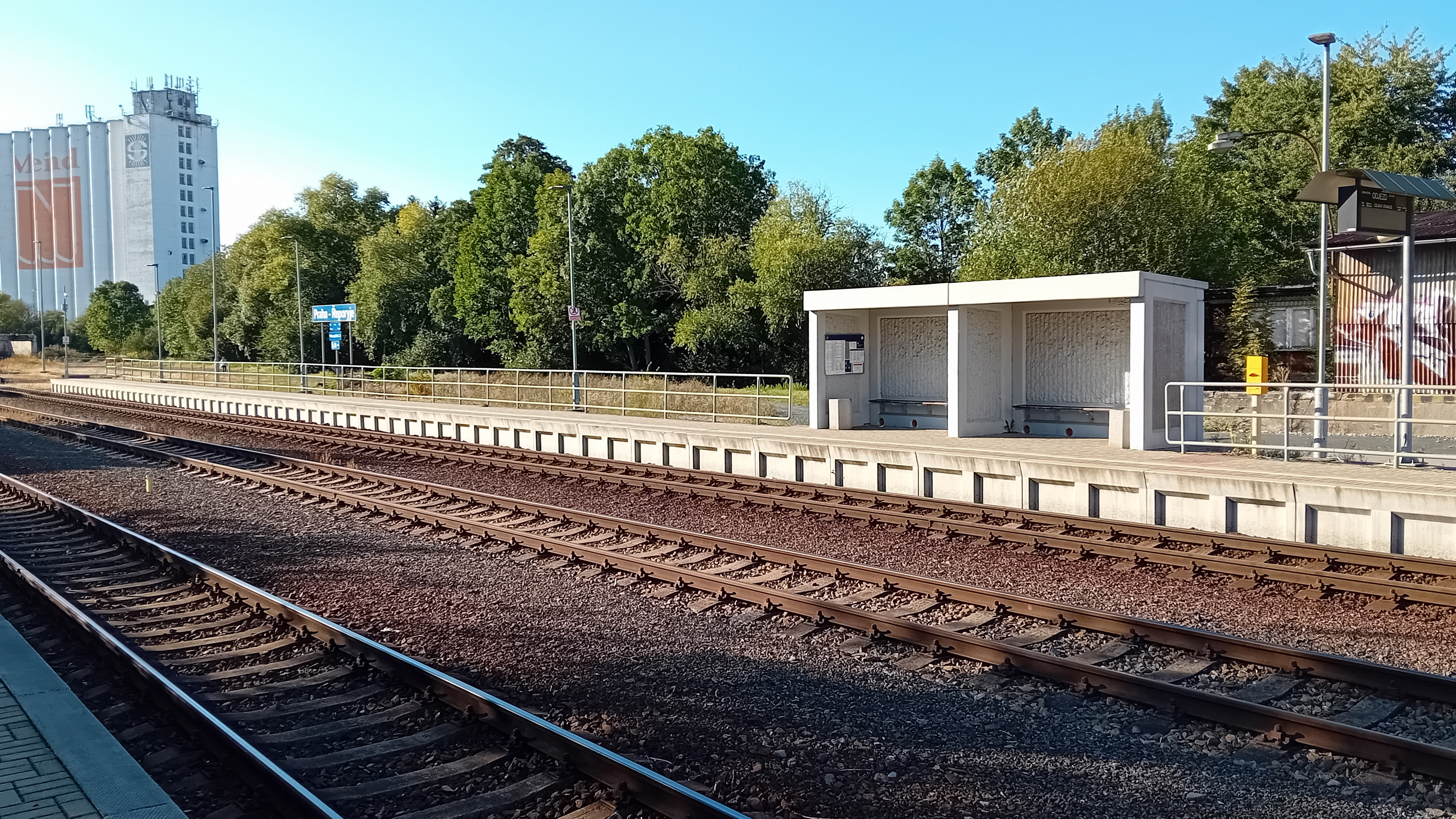
Praha-Řeporyje
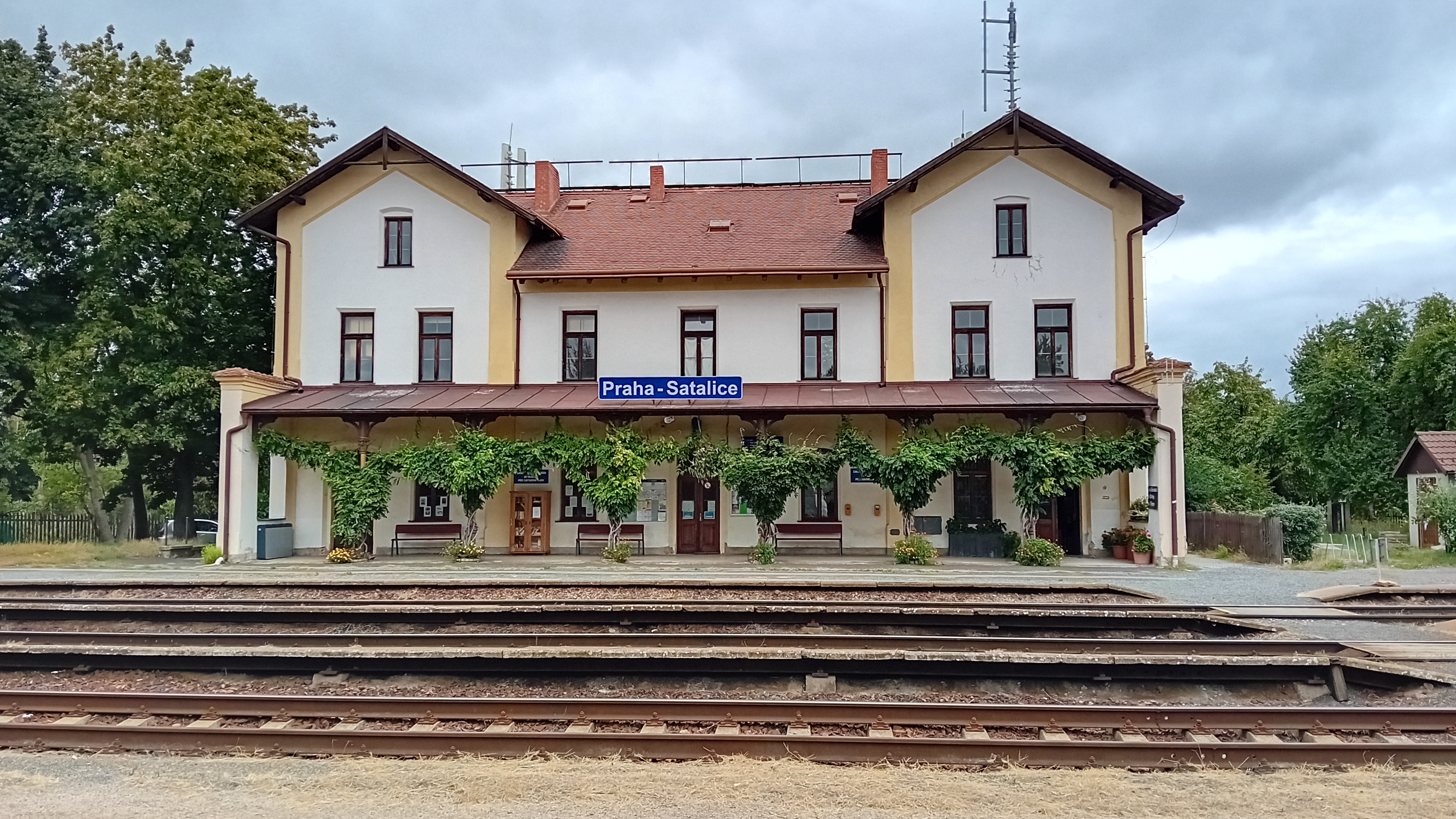
Praha-Satalice
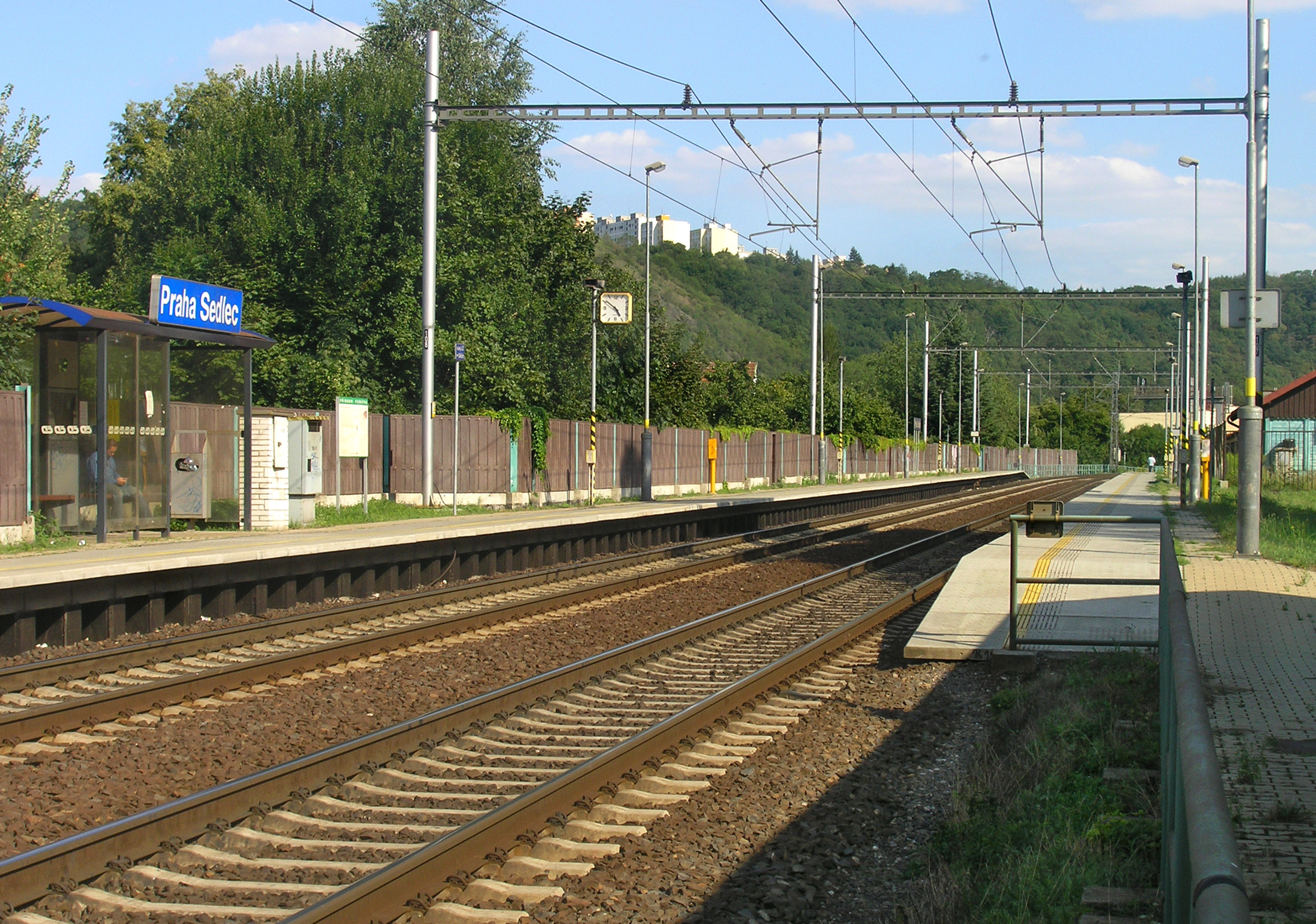
Praha-Sedlec
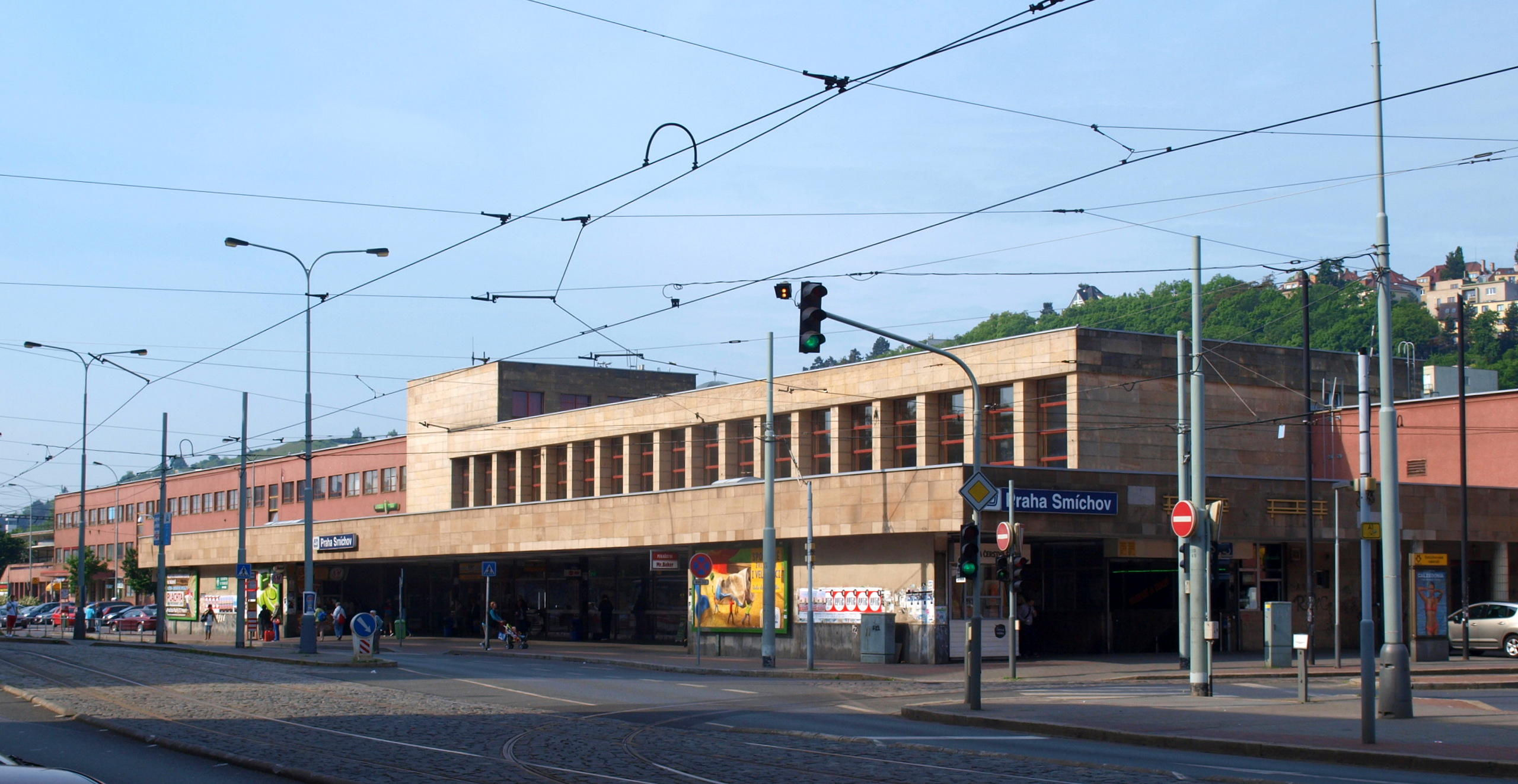
Praha-Smíchov
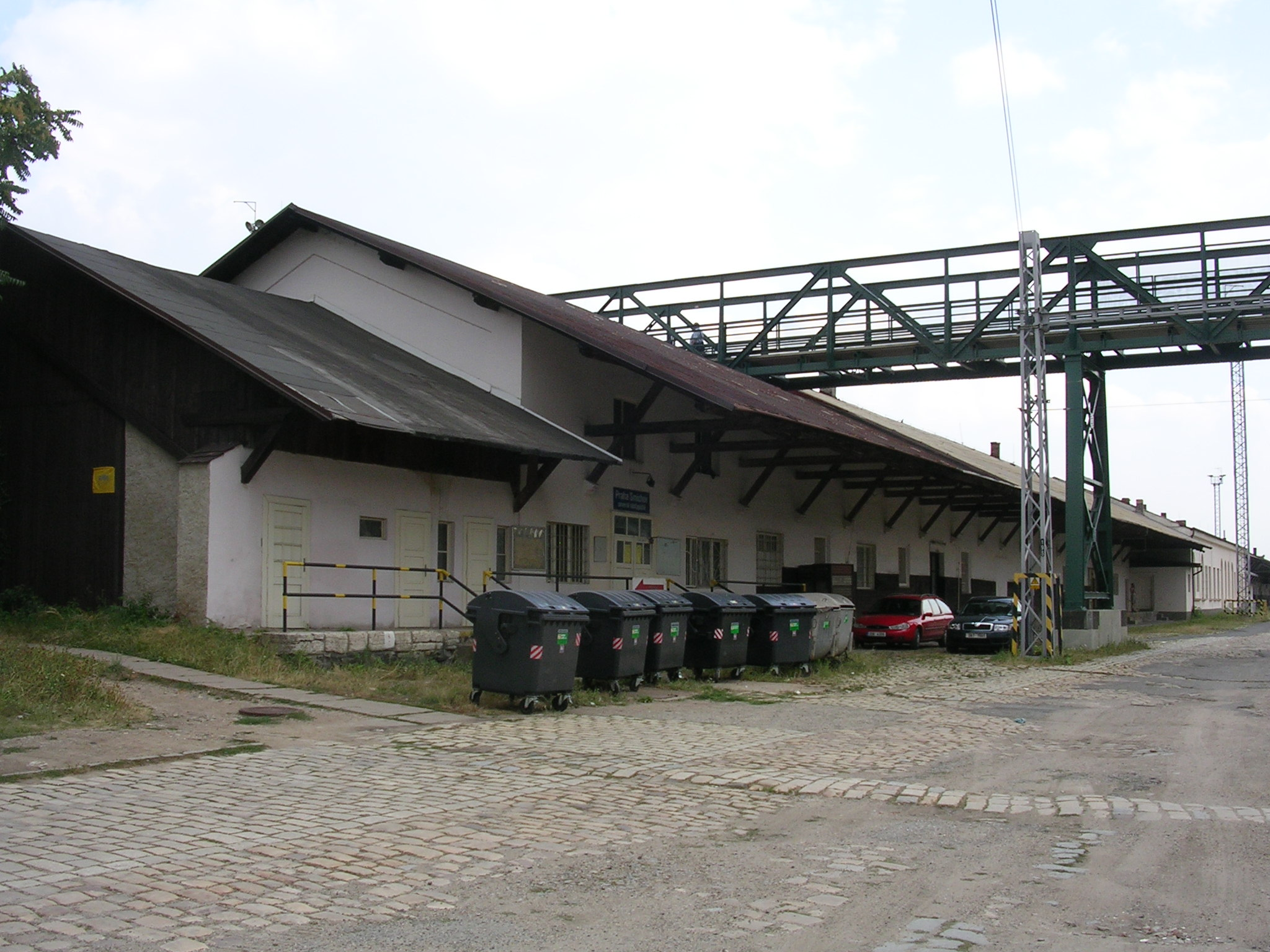
Praha-Smíchov severní nástupiště
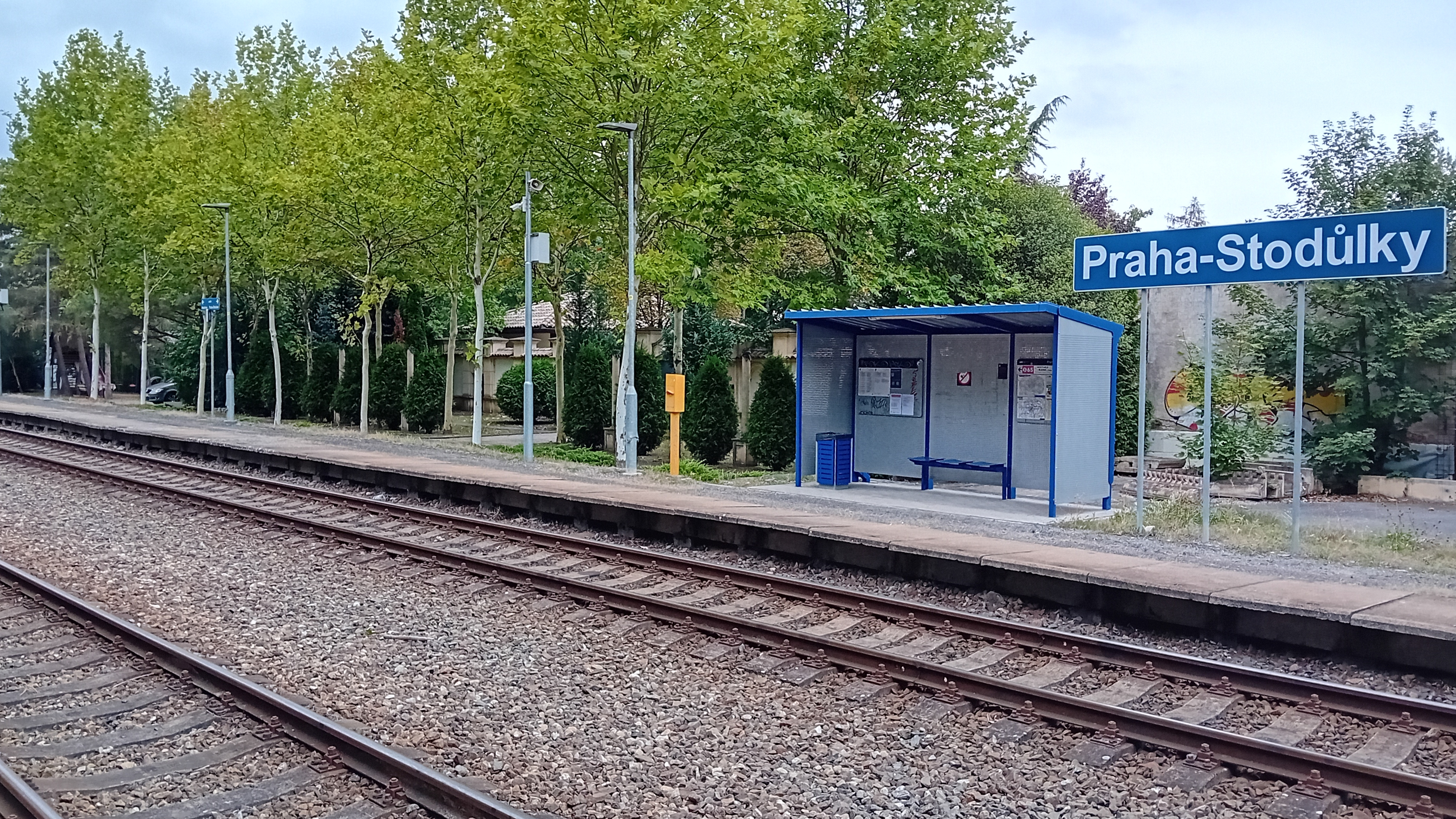
Praha-Stodůlky
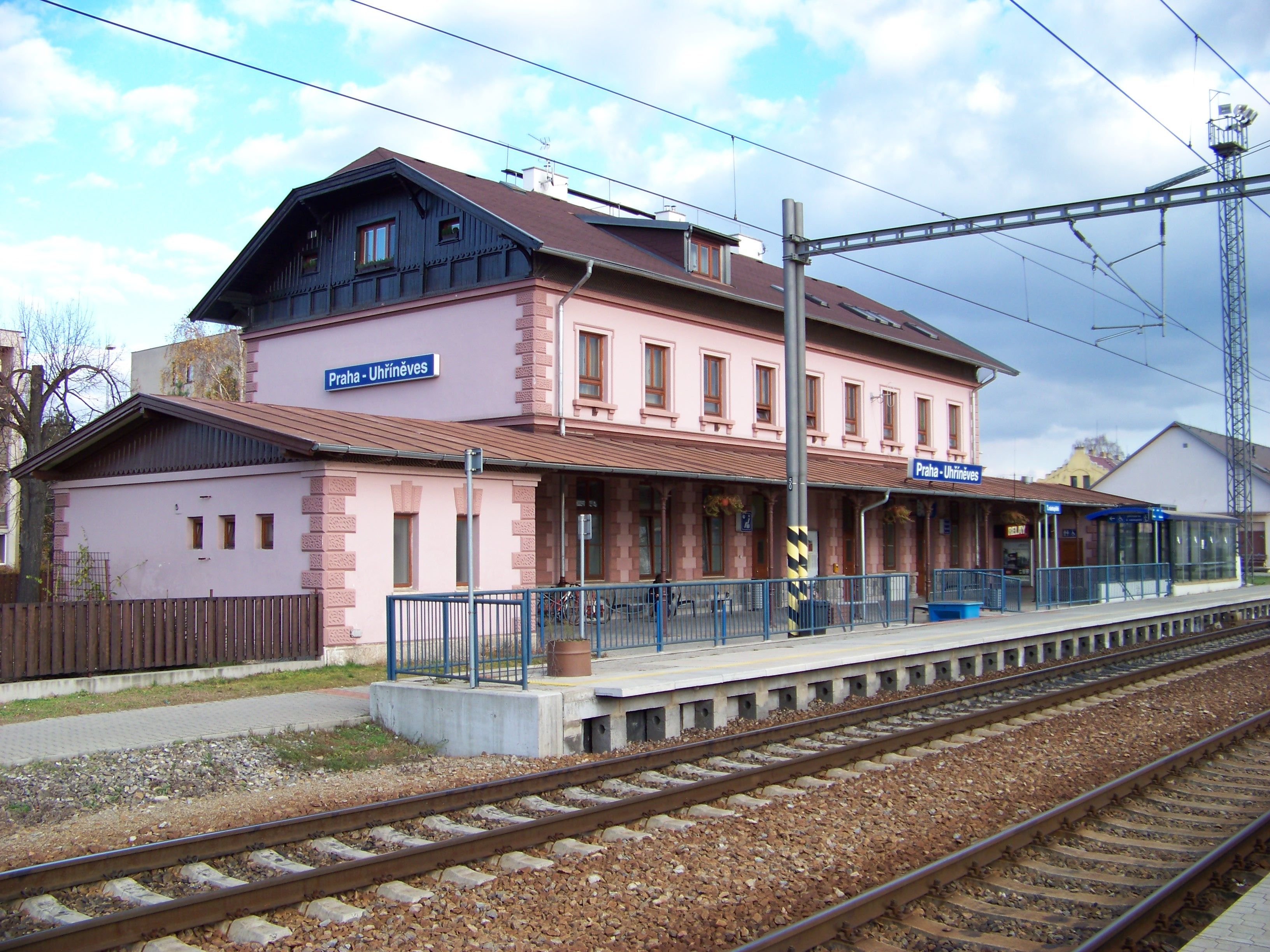
Praha-Uhříněves
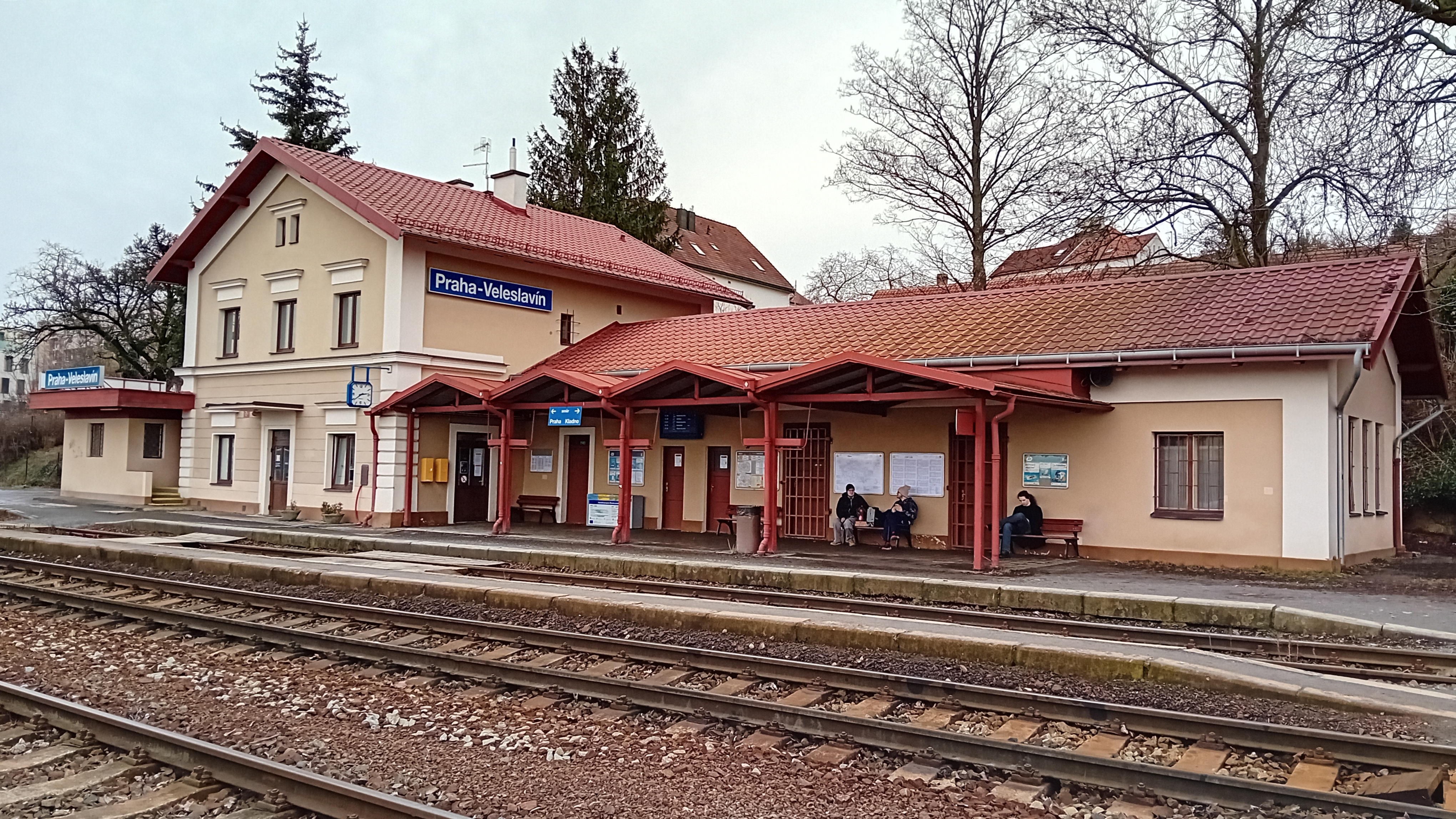
Praha-Veleslavín
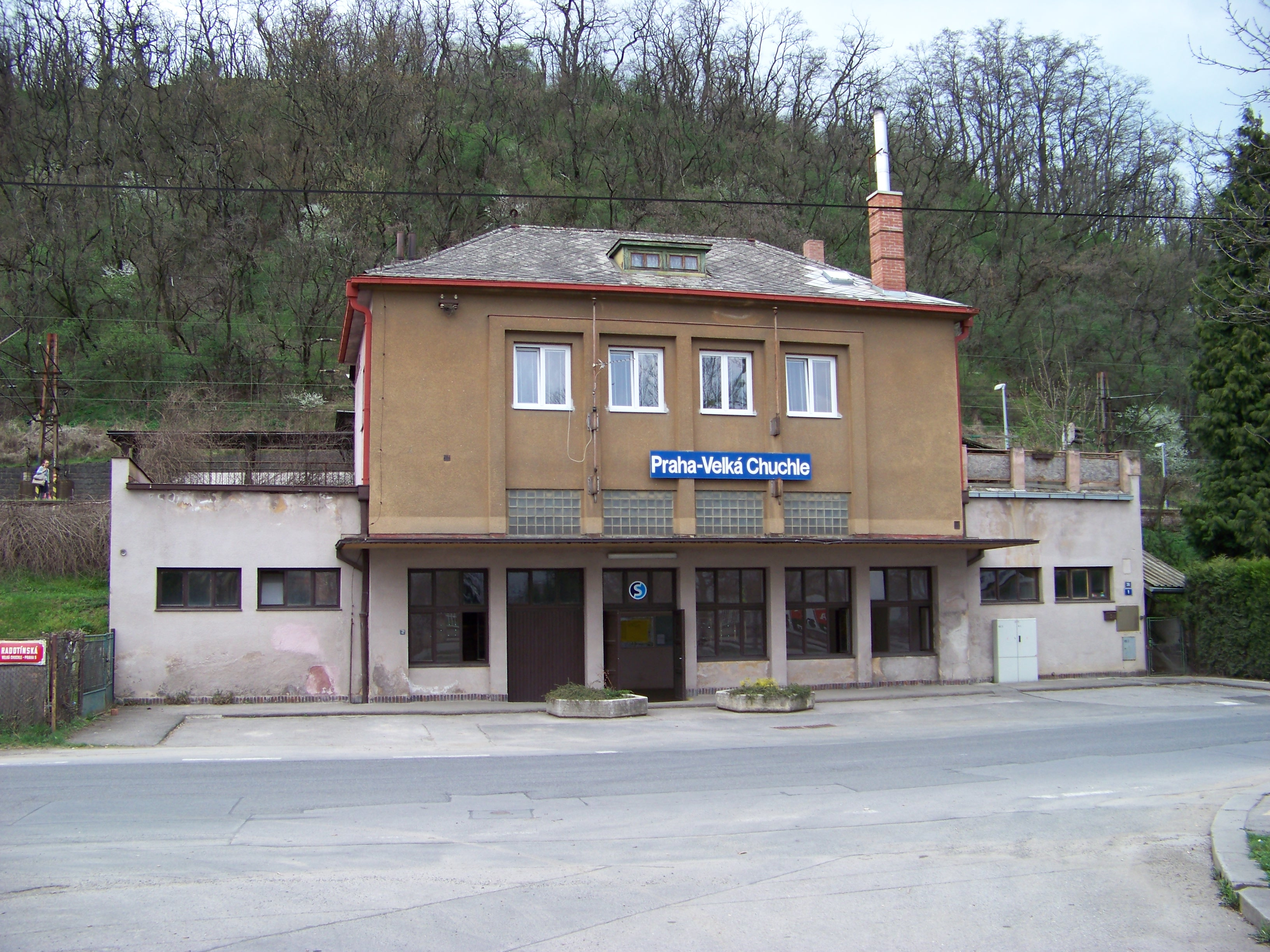
Praha-Velká Chuchle
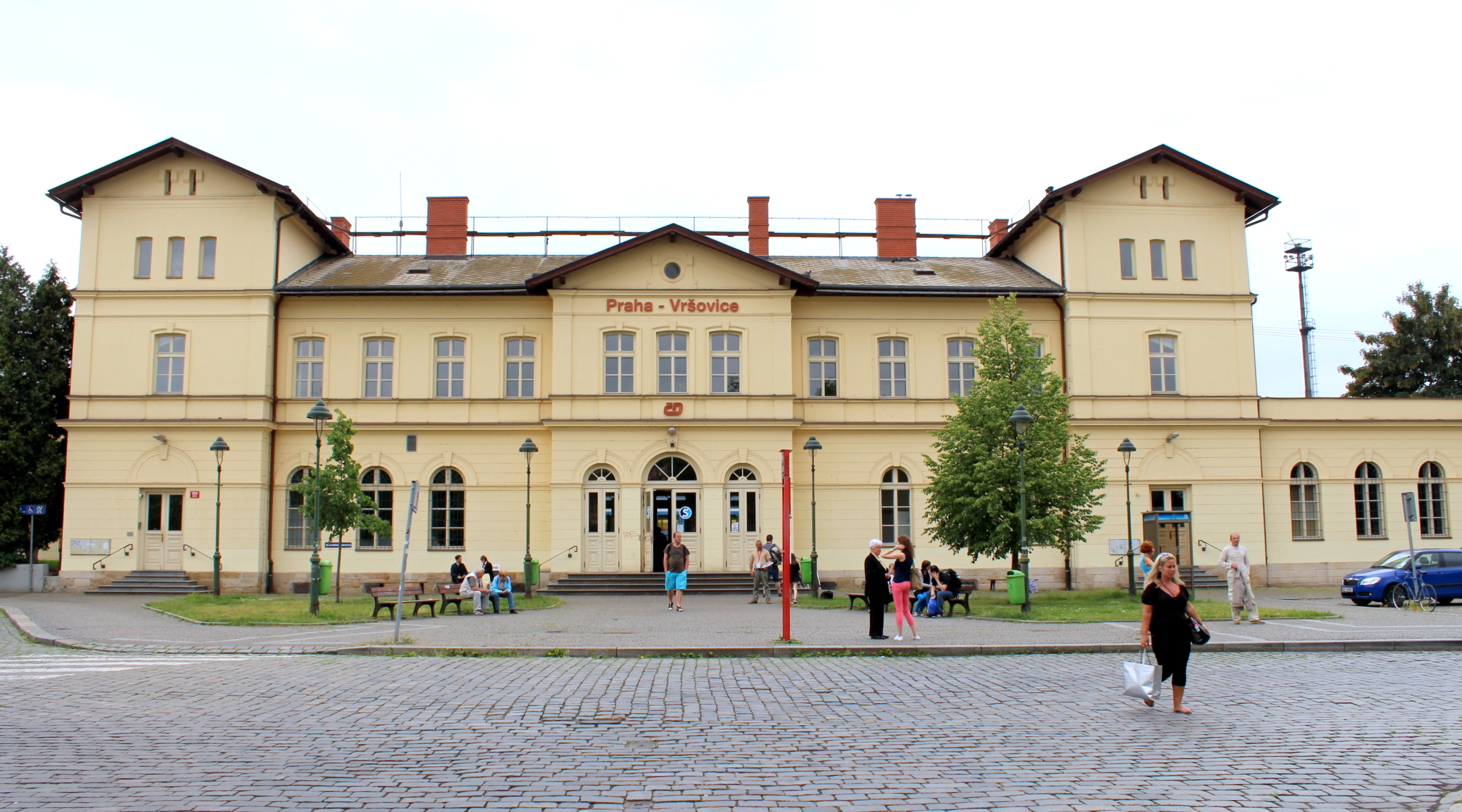
Praha-Vršovice
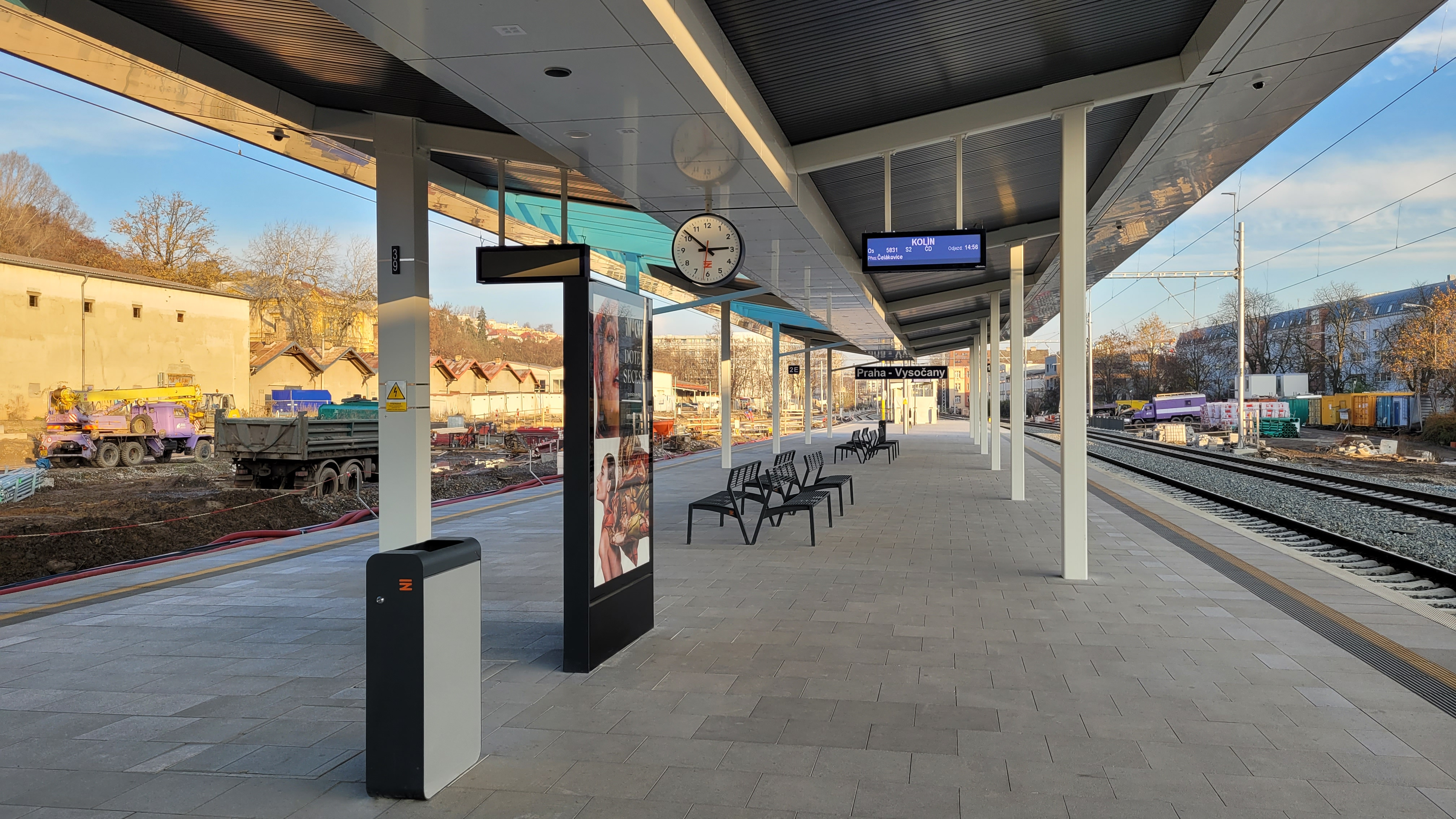
Praha-Vysočany
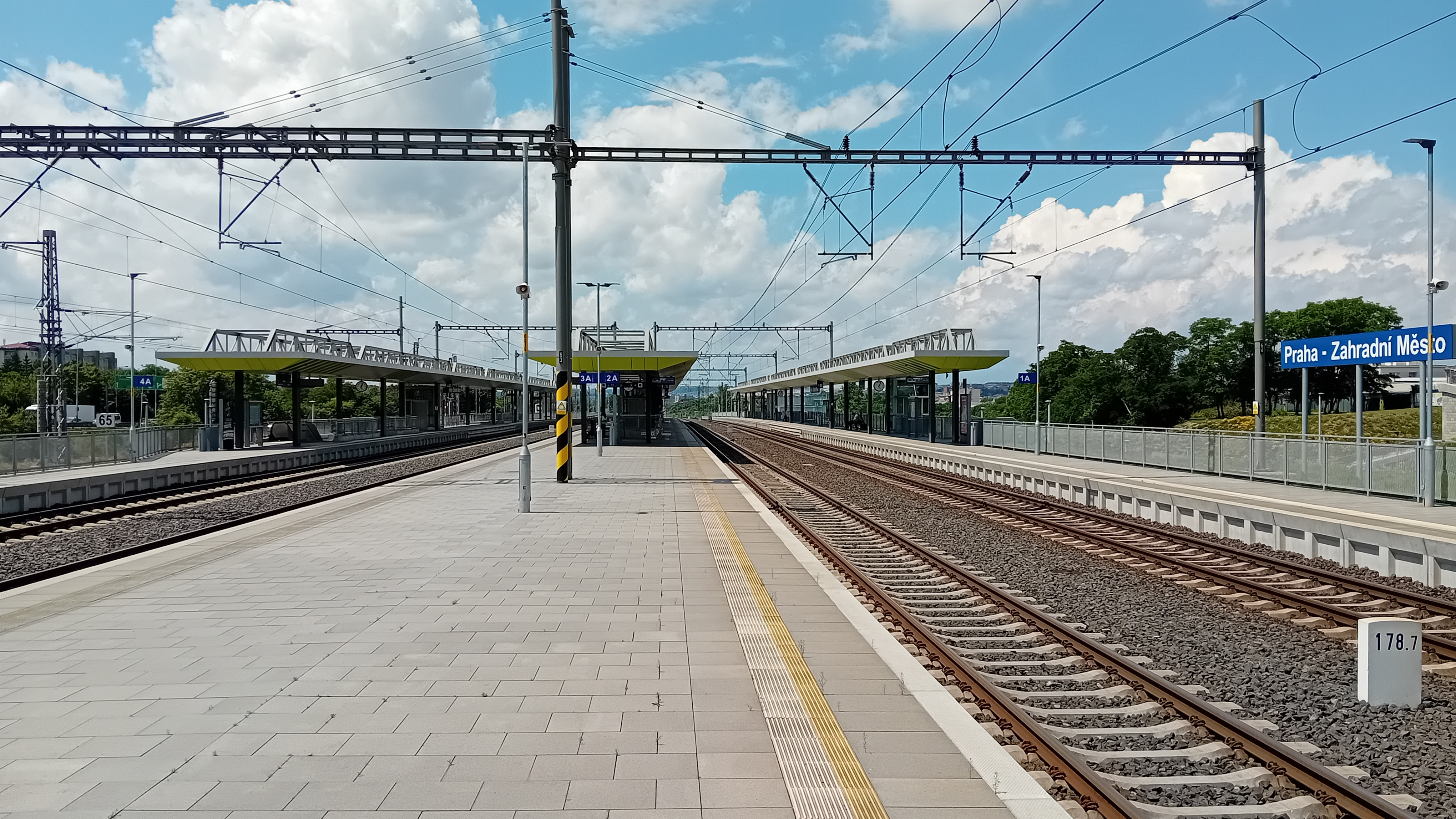
Praha-Zahradní Město
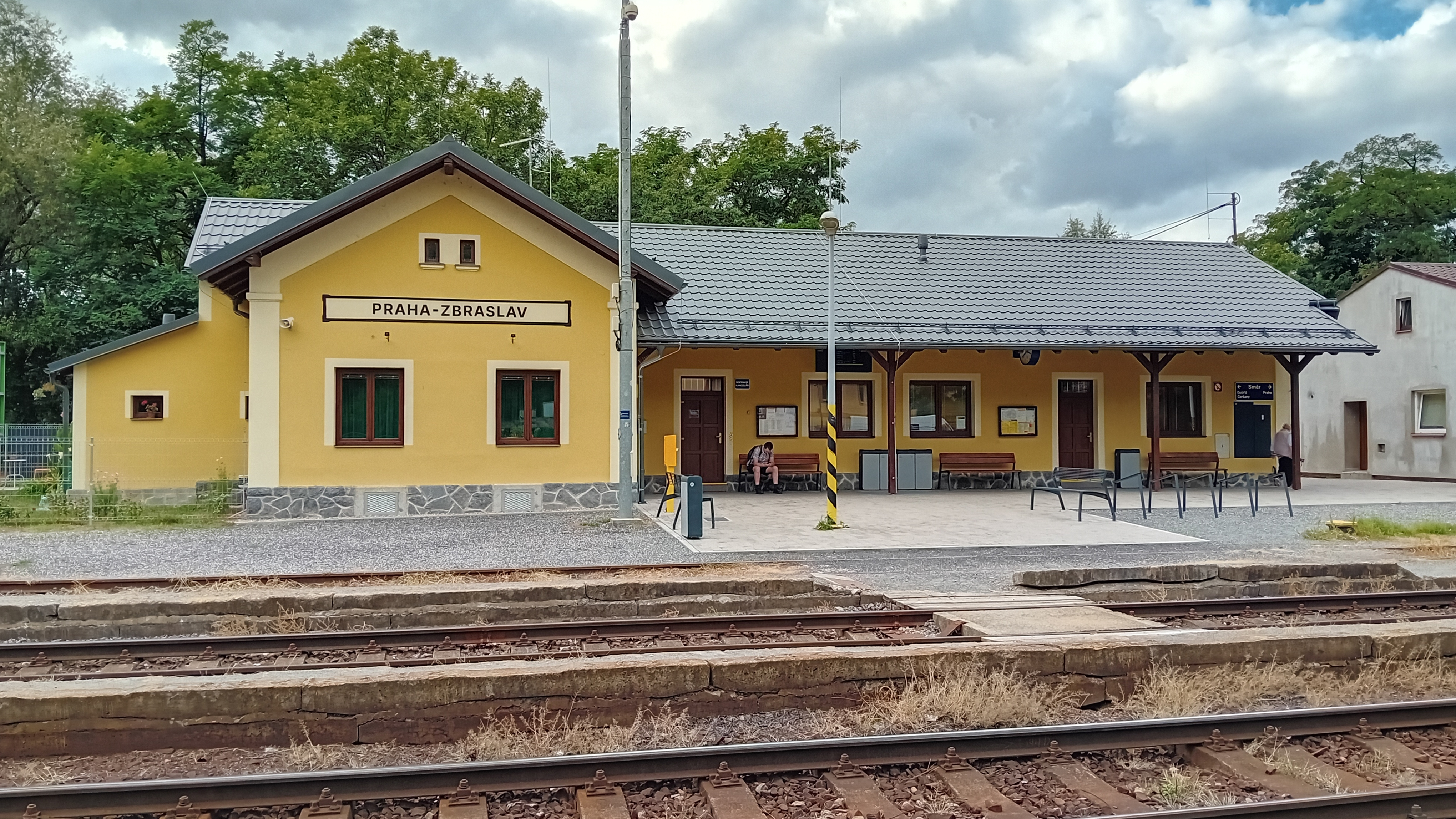
Praha-Zbraslav
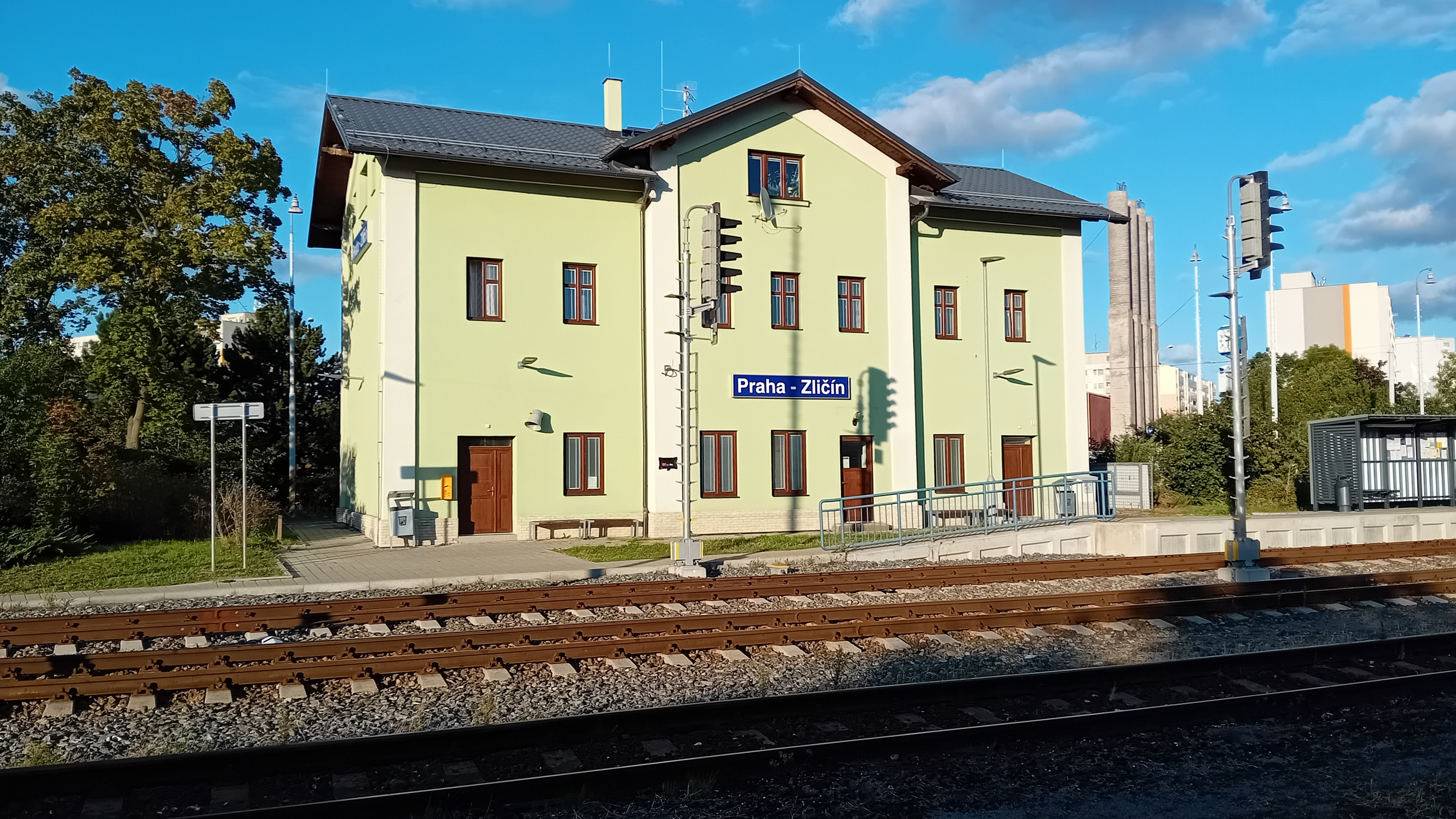
Praha-Zličín
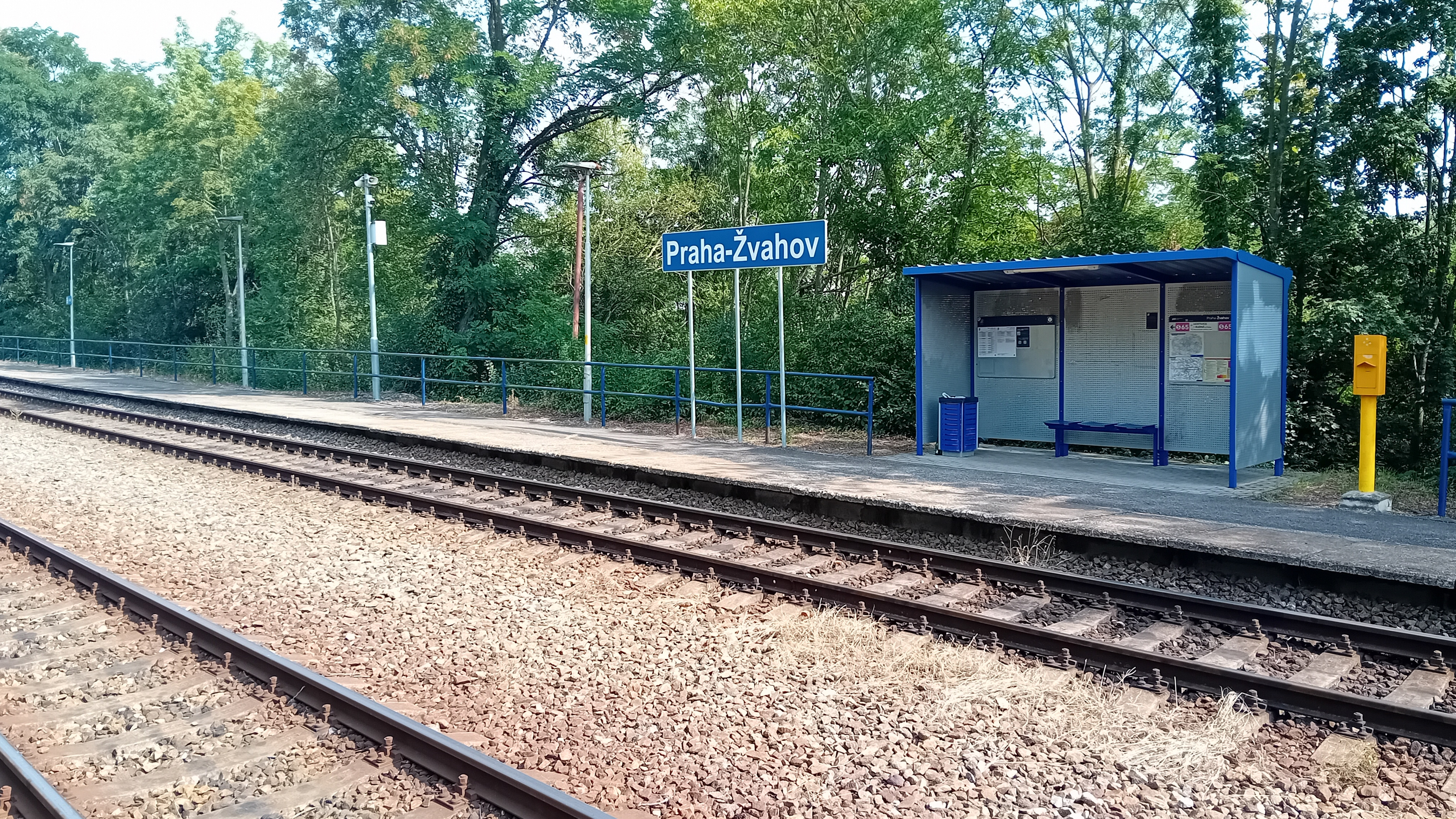
Praha-Žvahov